# Literatura de Bélgica
Al ser un país bilingüe, la literatura de Bélgica está escrita en las dos principales lenguas habladas en el país, el francés y el neerlandés. Existe también una literatura escrita en idiomas regionales, entre los que destaca la escrita en valón.

## Literatura en francés

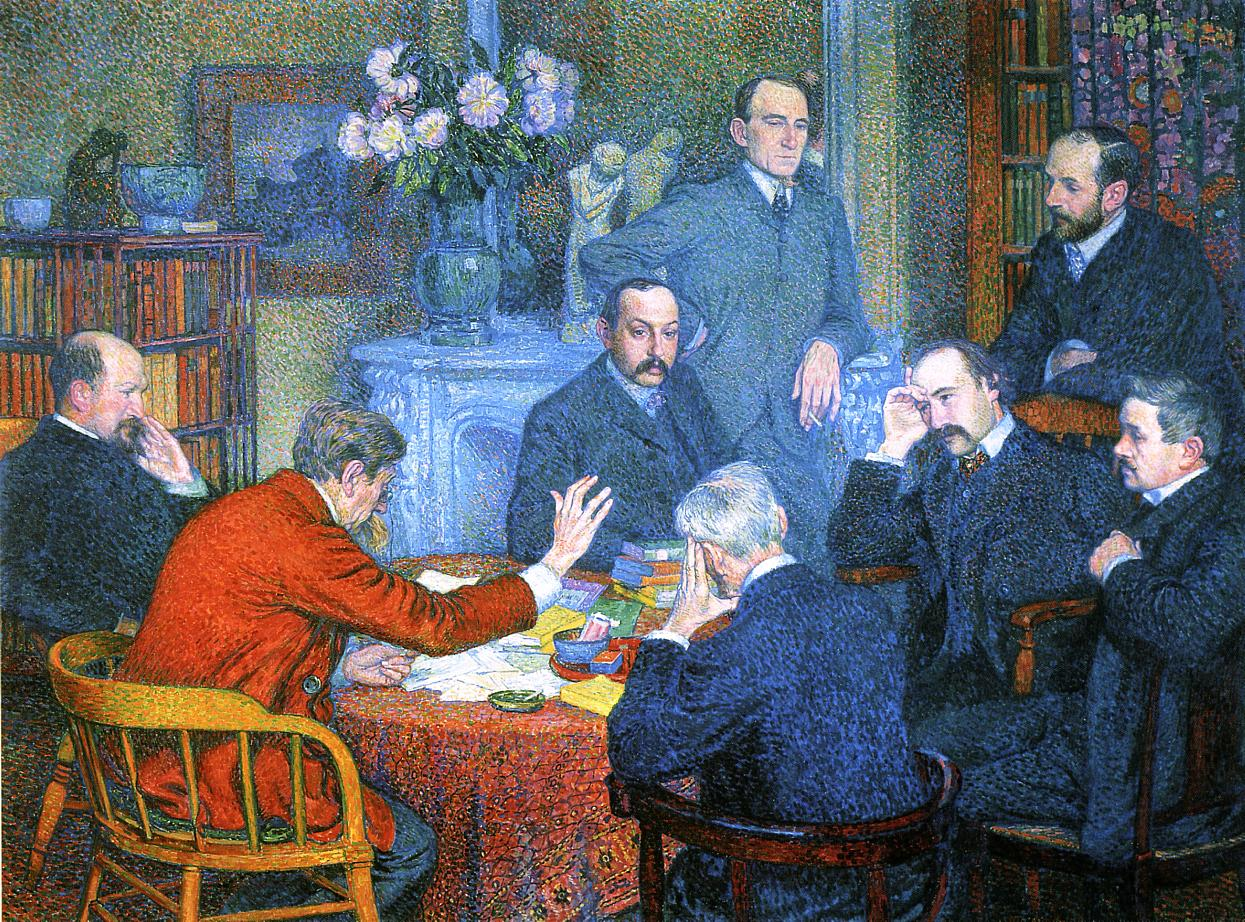
Theo van Rysselberghe: Una lectura de Émile Verhaeren.

La Bélgica actual desde el punto de vista cultural se convirtió en esencialmente francófona en el siglo XVI en los ambientes aristocráticos y en las esferas del poder.
El pueblo sin educación siguió utilizando dialectos considerados regionales: el flamenco y el limburgués en el norte, y el valón y el picardo en el sur. El centro del país fue siempre francófono. Este fenómeno de afrancesamiento se hizo más notable durante el periodo francés que finalizó en 1815.
Anteriormente se habían realizado algunos intentos de revalorización del flamenco o neerlandés, como por ejemplo en la obra escrita de David Joris. Sin embargo, la represión española y la contrarreforma tridentina obstruyeron estos intentos (con prohibiciones como la de la lectura de la Biblia en neerlandés). Además, la intelectualidad flamenca huyó hacia el norte durante los reinados de Carlos V y Felipe II. La élite que se quedó en el país era mayoritariamente francófona. 
La Bélgica actual, en términos de límites fronterizos, data de 1830. Se trata inicialmente de un estado francófono establecido con la oposición del régimen orangista neerlandés. La educación era pues básicamente francófona, con un interés casi jacobino de afrancesar primero a las clases superiores, luego a la clase media y finalmente a las masas populares.
Fue a partir de finales del siglo XIX cuando la literatura belga empezó a desarrollarse con nombres como Georges Rodenbach, Émile Verhaeren o Maurice Maeterlinck. En el siglo XX destacan autores como Paul Nougé, Thomas Owen, Jean Ray, Michel De Ghelderode, Camille Lemonnier, Conrad Detrez, el creador de la extensa serie sobre el Comisario Maigret Georges Simenon, Marguerite Yourcenar (autora de por ejemplo las Memorias de Adriano), la prolífica Amélie Nothomb (autora de Estupor y temblores), Françoise Mallet-Joris, Henri Michaux o S. A. Steeman.
En el siglo XXI destacan jóvenes autores como Océane Inthisack.
Además, Bélgica es el país de grandes dibujantes de cómics como Hergé, Jijé o Franquin quienes han colaborado de forma destacada en la difusión de la cultura del país.

### Etapas
Existen diversas fases en la literatura belga en francés (siguiendo la periodificación de Jean-Marie Klinkenberg).
- Durante la primera frase, que se inicia con la creación de Bélgica en 1830 y dura hasta el fin de la Primera Guerra Mundial, la mayoría de los escritores no dudan en demostrar el sentimiento de ser belgas, mediante el estilo, los temas o el lenguaje utilizado. Se trata de un sentimiento de pertenecer a una Bélgica con sus propias características que la hacen distinta a otros países. Para ello, utilizan expresiones propias del francés utilizado en el país o de los dialectos populares. Además, los personajes son belgas y la acción transcurre en diferentes lugares del propio país.
- Durante la segunda fase, que se inicia a principios del siglo XX, los autores prefieren adoptar una actitud más francesa, siguiendo las recomendaciones de la Academia francesa y contando historias que ocurren en otros países que no son la propia Bélgica. En resumen, se considera que durante esta fase la literatura belga en francés no es más que una literatura francesa en Bélgica.
- La tercera fase se caracteriza por la reacción a la segunda fase. En 1980 el escritor Jacques Sojcher publicó un número especial de la revista de la Universidad Libre de Bruselas bajo el título La Belgique malgré tout en un intento de ilustrar el concepto de belgitud. Michel Biron[3] escribió que esta noción hace referencia más a una reivindicación de carácter literario que no de identidad. Se explica por la gran proximidad de París, que vuelve a Bélgica casi superflua, y por la imposición de un discurso que confiere a la belgitud una connotación a veces ridícula, a veces excesivamente política.
- La cuarta fase constituye una fuerte reacción a la belgitud con el Manifiesto por la cultura valona del que Michel Biron[4] escribió: «El manifiesto valón y La Belgique malgré tout parecen antitéticos tanto por la forma como por el contenido. En el sesenta y ocho el "yo" de la recopilación de Sojcher se opone al "nosotros" del manifiesto; con el término "en ninguna parte", los escritores bruselenses se oponen a la idea de "un sólo y mismo territorio", el de Valonia; el apoliticismo de Bélgica, a pesar de todo, se opone claramente a una pretensión política... »

Se puede decir que, en la actualidad, estas tendencias diferencian, en un sentido o en otro, a un escritor belga francófono de uno valón.

## Literatura en neerlandés
Hay que señalar que en Bélgica suele utilizarse el término flamenco para referirse al neerlandés.
Existe muy poca literatura en flamenco; no hay ninguna obra escrita anterior al siglo XVI (las obras de David Joris). La clase alta alfabetizada se expresaba en francés mientras que el clero lo hacía en latín. Durante mucho tiempo, la educación en Bélgica se ha basado en el francés. Mientras que en la escuela primaria si se impartía educación en flamenco, los grados superiores sólo podían estudiarse en francés. Por ello, la literatura belga en neerlandés es menos abundante que la francófona. 
Esta situación de diglosia empezó a cambiar con el nacionalismo a que dio lugar la revolución romántica. Su primer artífice fue Jan-Frans Willems (1793-1846), que publicó en 1818 una Carta a los belgas exigiendo la equiparación del neerlandés al francés como lengua oficial; comenzó a publicar además en 1819 una Historia de la literatura neerlandesa en Bélgica y editó algunos textos clásicos de esta. Pero su principal exponente artístico fue el novelista Hendrik Conscience (1812-1883), cuya novela histórica El león de flandes (1838) revitalizó por completo la lengua y la literatura neerlandesa en Bélgica. Con sus otros ochenta títulos más, el panorama había cambiado ciertamente. Le siguieron Antoon Bergmann (1835-1874), autor de Ernests Staes, abogado, una novela sobre la pintoresca vida estudiantil en Gante. Las hermanas Rosalía (1834-1875) y Virginia Loveling (1836-1923) publicaron poemas y novelas cortas y, tras el prematuro fallecimiento de la primera, prosiguió la segunda su carrera literaria en solitario, en la que tuvo muchos lectores dentro de la estética del realismo decimonónico, y sus poemas desbordan autenticidad. Escribieron poesía Johan de Laet (1815-1891), amigo íntimo de Conscience y el primero en animarle a escribir en neerlandés; Prudens van Druyse (1804-1859), Karel Ledegank (1805-1847) y Johan Dautzenberg (1808-1869) entre otros, pero en especial el sacerdote Guido Gezelle (1830-1899), partidario de usar la lengua más autóctona frente a los modelos de los Países Bajos y que canta franciscanamente la amistad, la fe y la soledad; su obra maestra y más intraducible es tal vez el poema "Cuando el alma escucha". Se volvieron clásicos sus libros Guirnalda del tiempo (1893) y Collar de rimas (1897). Posteriormente destaca el escritor del naturalismo Cyriel Buysse (1859-1932), entre muchos otros, y en tiempos más modernos es preciso mencionar a escritores flamencos en lengua francesa como Maurice Maeterlinck (Premio Nobel de Literatura en 1911), Emile Verhaeren o Marie Gevers. Sin embargo, hay algunos que sí conservaron su lengua materna para escribir sus obras como Félix Timmermans o Marnix Gijsen. Otros pasaron de una a otra lengua. Entre ellos se encuentra Jean Ray, quien firmaba con ese nombre sus obras escritas en francés mientras que utilizaba el seudónimo John Flanders para sus obras escritas en neerlandés.
Los escritores en flamenco son especialmente conocidos en los Países Bajos, pero las obras de algunos han sido traducidas también a otros idiomas, incluyendo el español. Destacan Hugo Claus (autor de La pena de Bélgica), Louis Paul Boon, Kristien Hemmerechts, Tom Lanoye, Jef Geeraerts, Dimitri Verhulst, Anne Provoost y Geert van Istendael.

## Literatura en valón
Las primeras muestras literarias a territorio valón son en latín, de carácter hagiográfico o de monjes eruditos. La Vita Sanctae Gertrudis, fundadora del monasterio de Andenne, data del 670 y fue escrita en Lieja. La Vitae Landiberti, primer obispo de Lieja, fue compuesta entre el 727 y 743. El monje irlandés Sedulius (s. IX), poeta oficial de los obispos Hartgar (840-855) y Francó (855-901), escribieron un Liber de rectoribus christianis. Más tarde aparecieron Sequence de Sainte Eulalie y un texto fráncico, el Rithmus Teutonicus de piae memoriae Hludovico rege filio Hludvici aeque regis. En el siglo XI destacaría el maestro de escuela Egbert, autor de una Fecunda Ratis, compilación de 596 máximas, 206 dísticos y 61 cuentos, entre ellos, el conocido Petit chaperon rouge. Y en el siglo XII, un Poème moral.
Durante los siglos XII y XII destacaron los cronistas valones en francés Jean de Froissart, Geoffroi de Fontaines, Jean Lemaire de Belges y el juglar Adenet Le Roi. Cuando al teatro, destacaron el Jean du Garçon et de l’Aveugle (1277) aparecido en Tournai; el Mystère de la Passion con refundiciones del mismo texto del 1450 al 1456, aparecida a Namur; la Vie te Ystoire de Madame sainte Waudru (1433) en Mons; el Mystère de la Nativité copiado por la monja Catherine Bourlet el 1478-1484. Del siglo XVI destacaron la compañía de teatro namuresa Enffans du prince d’Amour y Le livre de conduite du Réggiseur et le Compte des dépenses pour le Mystère de la Passion joué à Mons.
Desde hace varios siglos se escribe también literatura en valón (también en picardo y lorenés, aunque hace menos tiempo). Empezaron a imprimirse libros en esta lengua en Lieja. Maurice Piron realizó una antología de esta literatura muy minoritaria, pero que aparece en todos los géneros: ensayo, polémica política o religiosa, novela, teatro (el teatro en valón atrae a más de a 200.000 espectadores cada año), poesía, canción... Pueden destacarse nombres como los de Géo Libbrecht (1891-1976), Gabrielle Bernard (1893-1973), Paul André (1941-2008), Guy Cabay (1950.) o Julos Beaucarne (1936-2021), escritores que se expresan tanto en francés como en valón.

### Selección de imágenes de autores francófonos

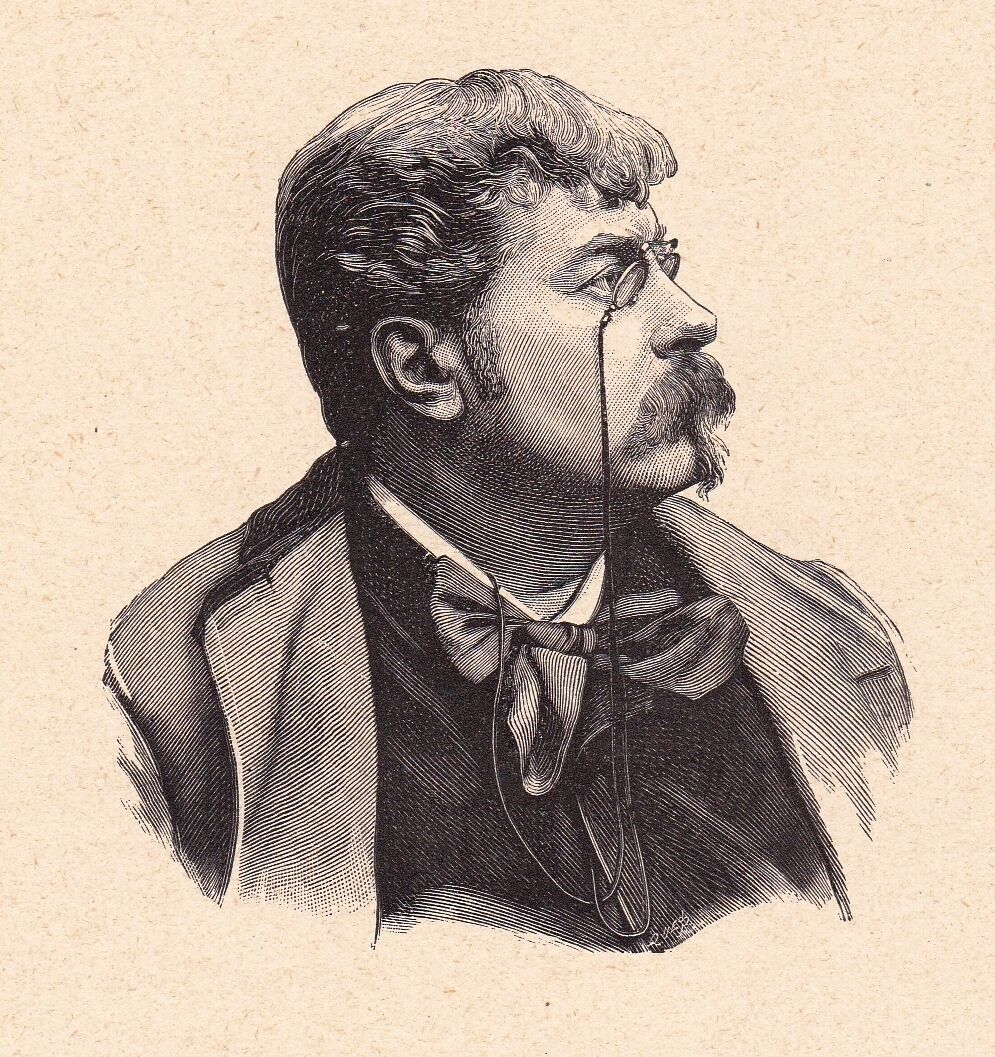
Camille Lemonnier (1844-1913)
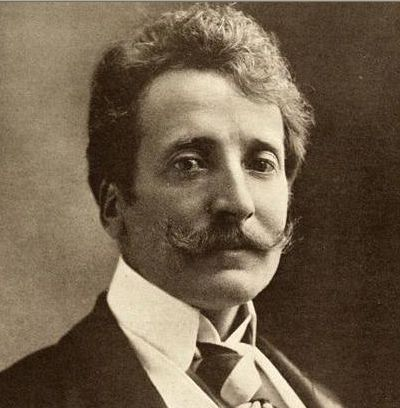
Georges Rodenbach (1855-1898)
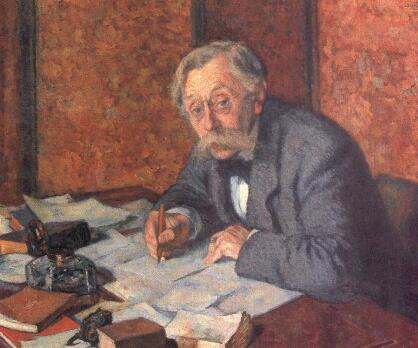
Émile Verhaeren (1855-1916)
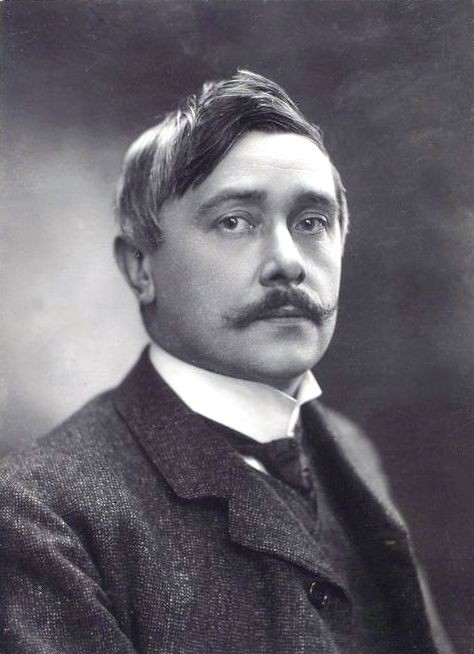
Maurice Maeterlinck (1862-1949)
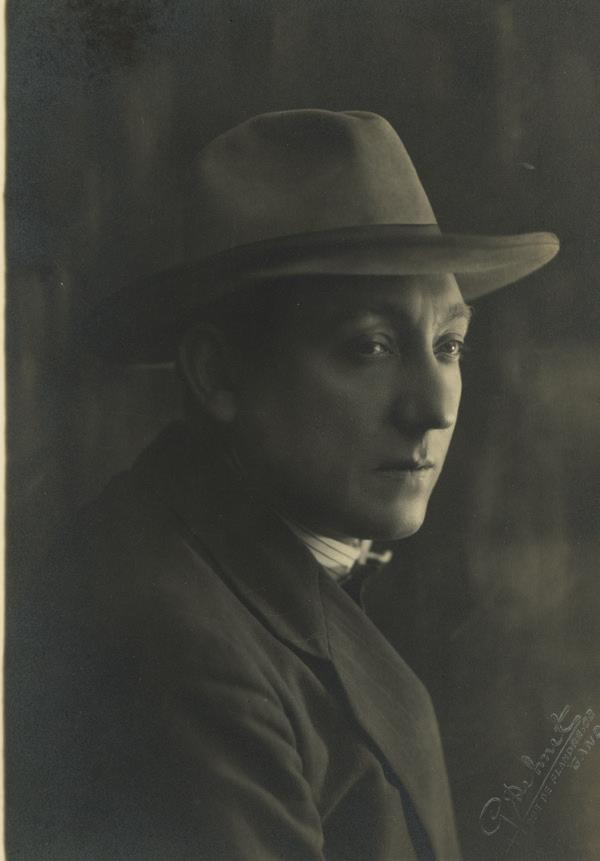
Jean Ray (1887-1964)
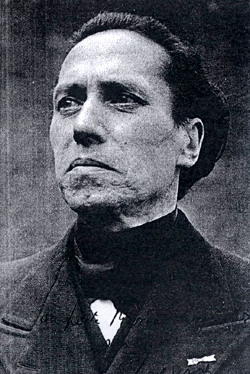
Michel de Ghelderode (1898-1962)
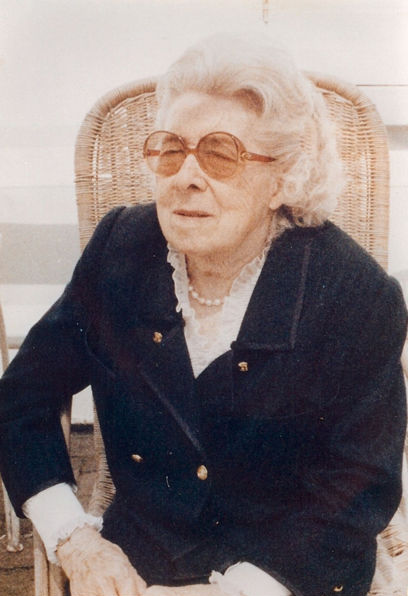
Suzanne Lilar (1901-1992)
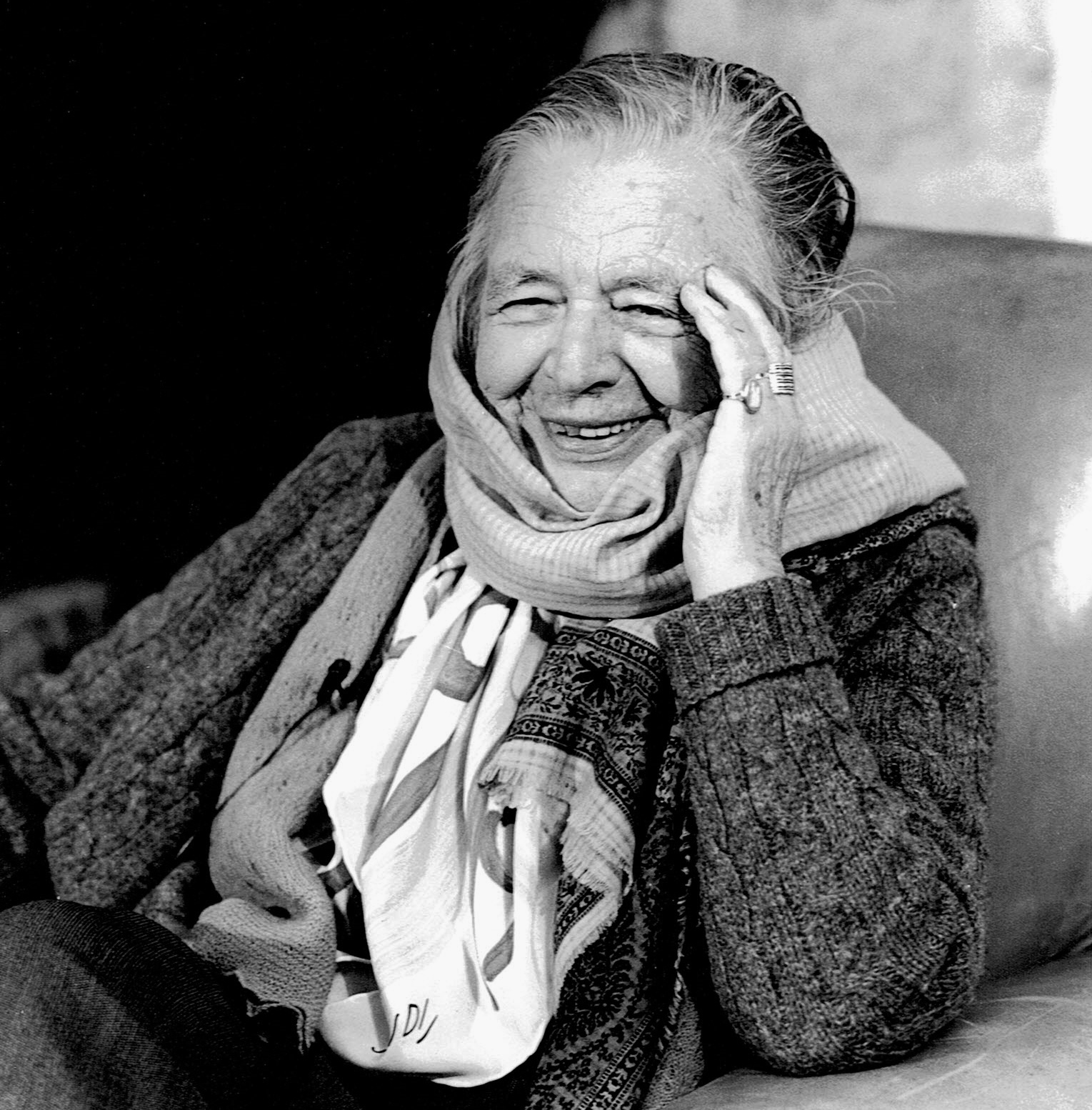
Marguerite Yourcenar (1903-1987)
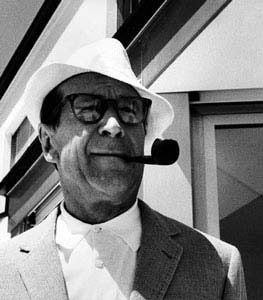
Georges Simenon (1903-1989)
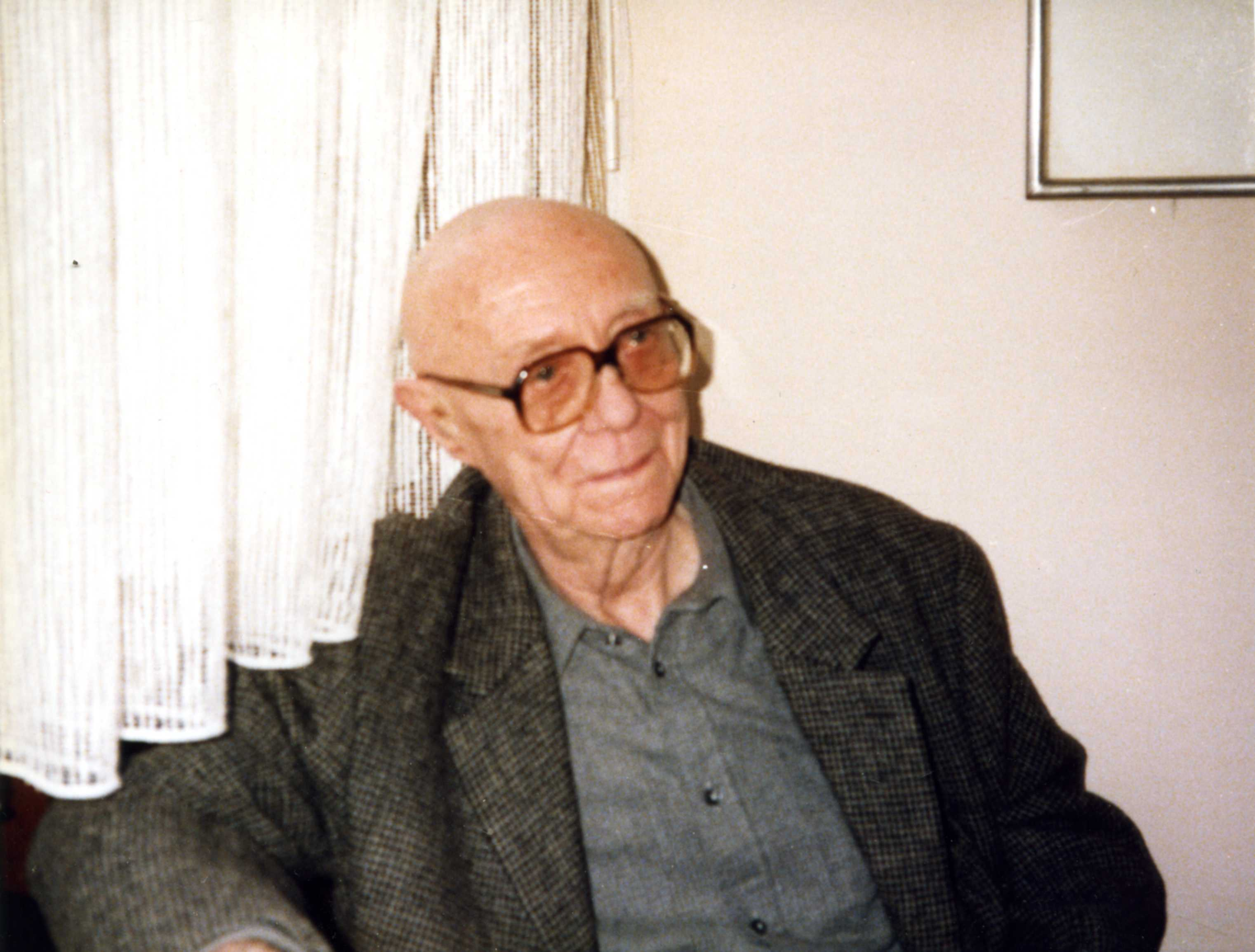
Louis Scutenaire (1905-1987)
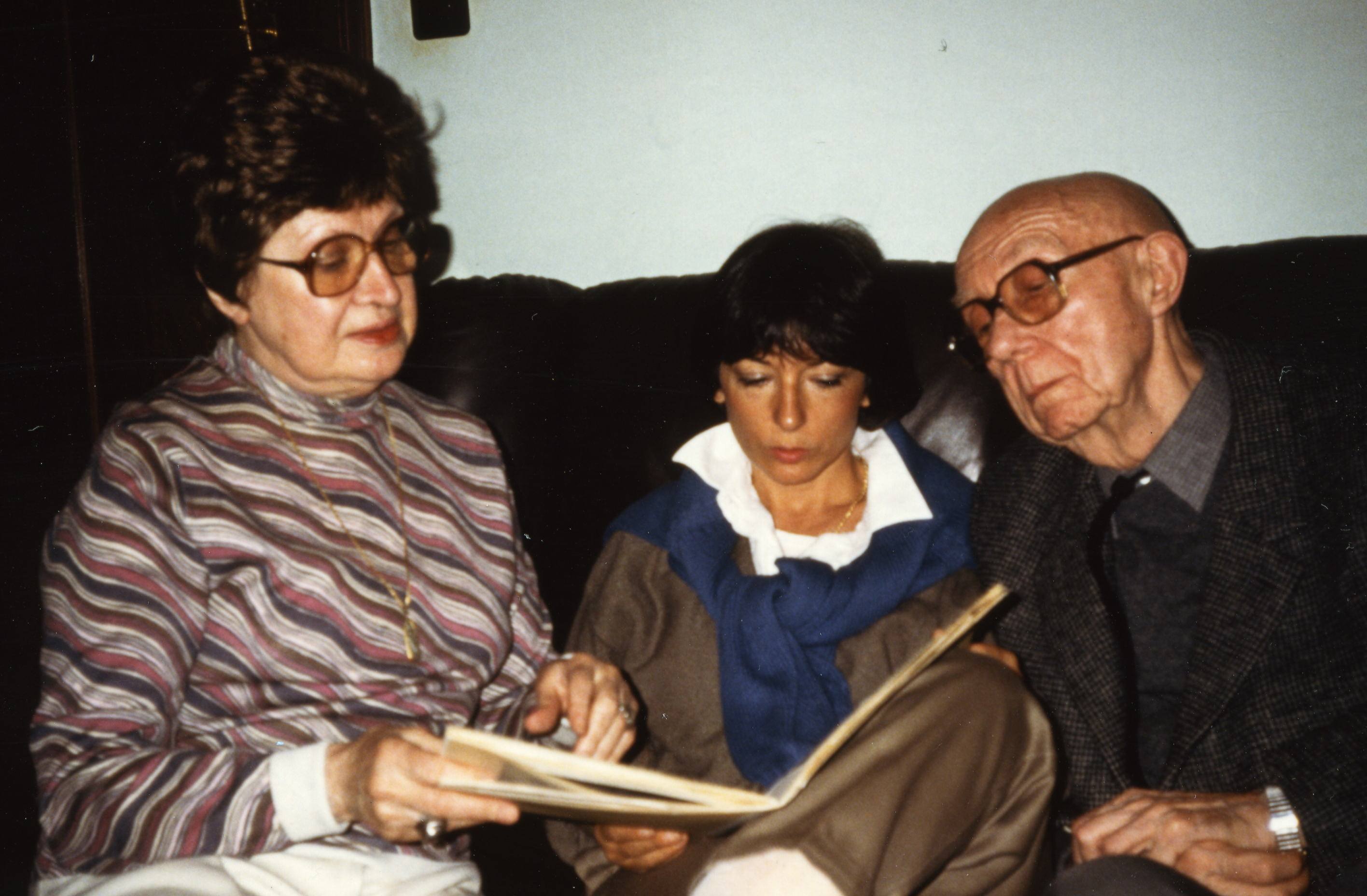
Irène Hamoir (1906-1994)
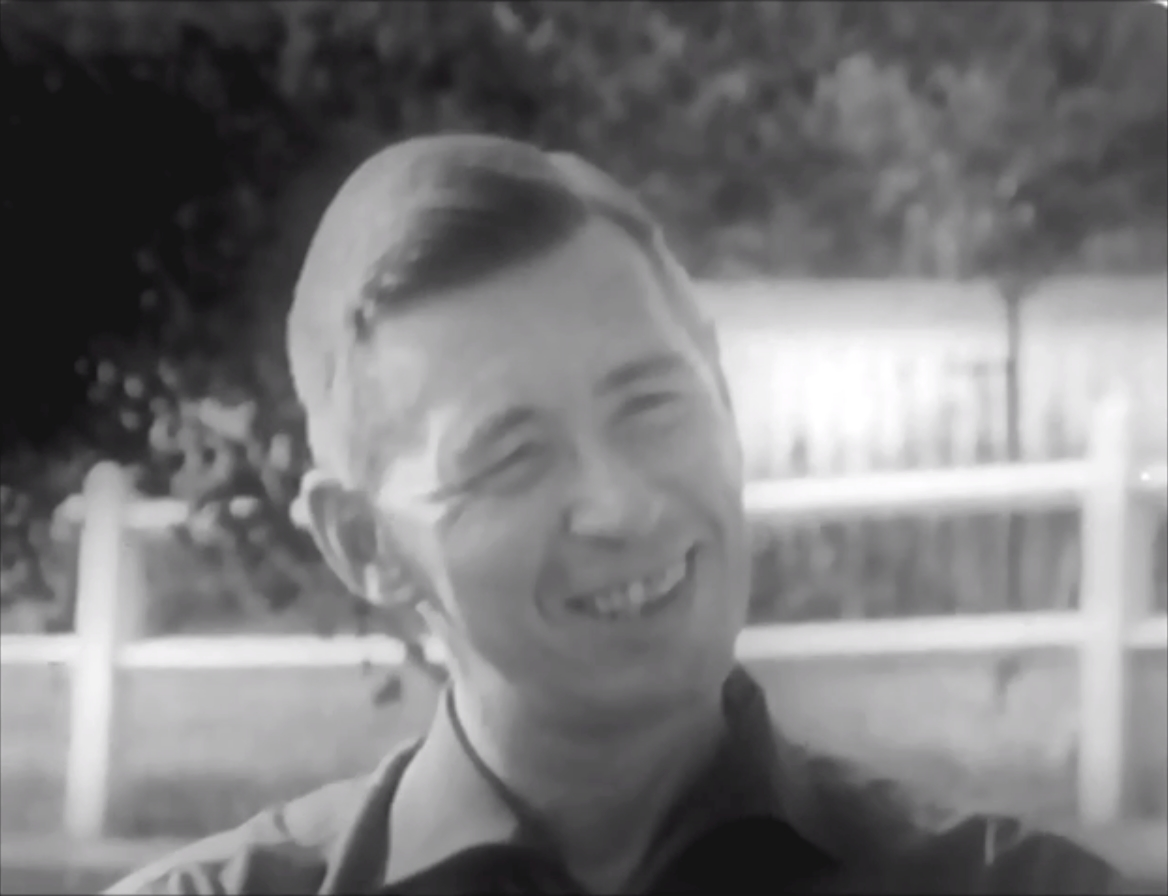
Hergé (1907-1983)
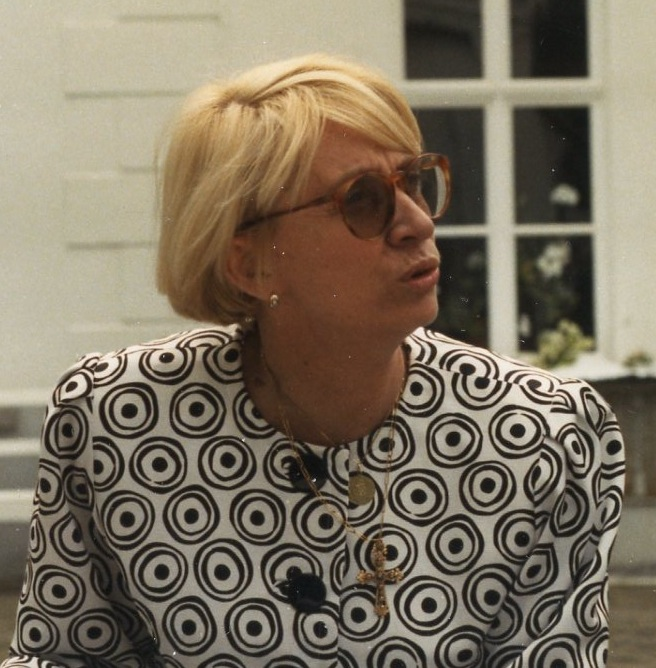
Françoise Mallet-Joris (1930-2016)
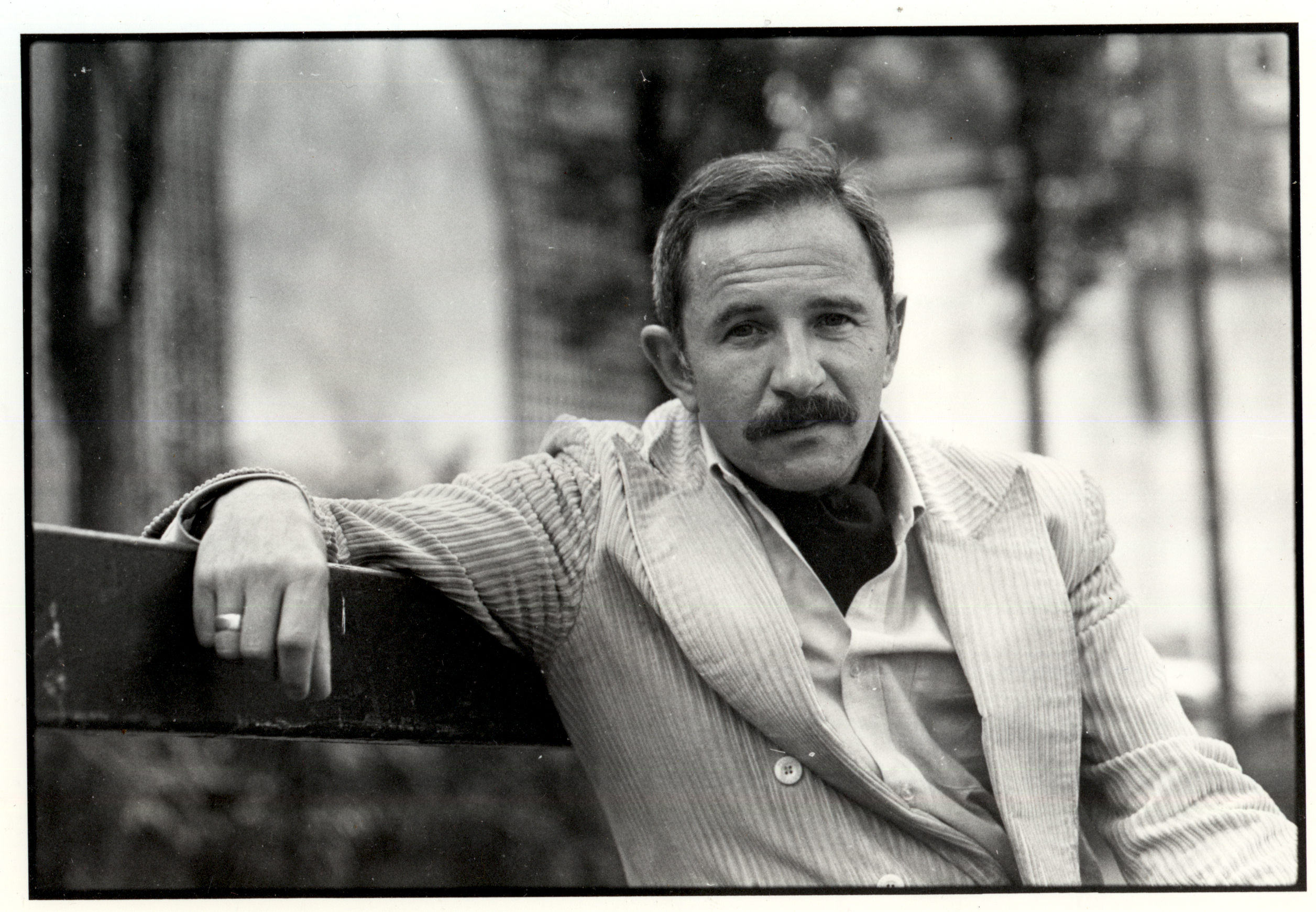
Conrad Detrez (1937-1985)
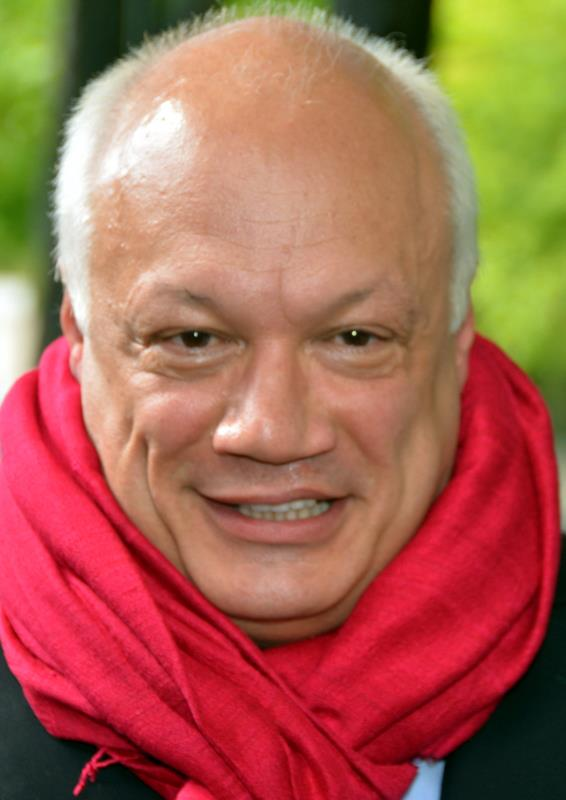
Éric-Emmanuel Schmitt (1960-)
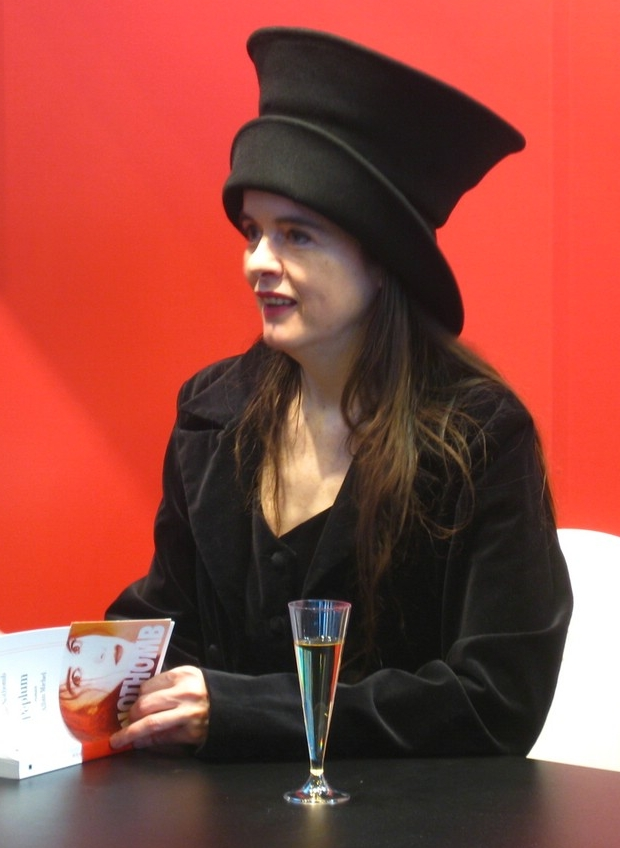
Amélie Nothomb (1966-)

## Selección de imágenes de autores en neerlandés

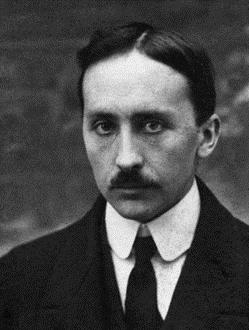
Willem Elsschot (1882-1960)
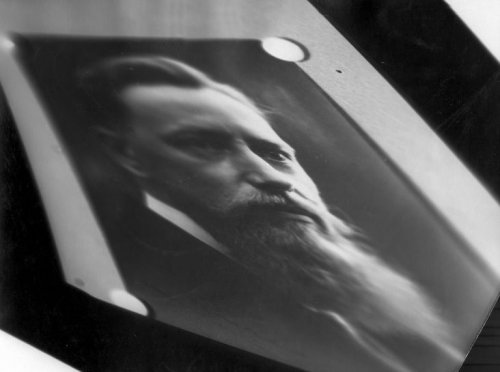
Ernest Claes (1885-1968)
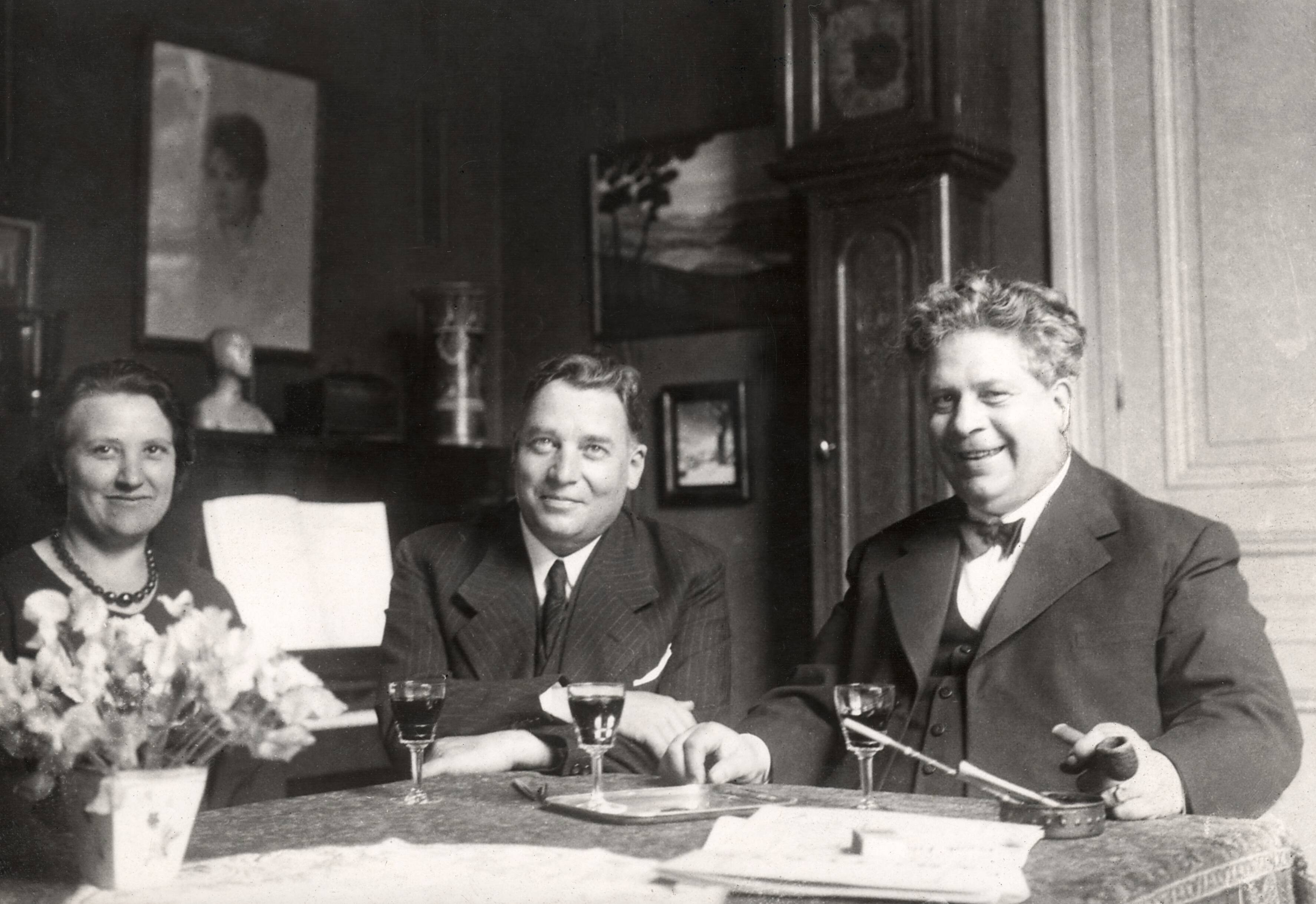
Félix Timmermans (1886-1947)
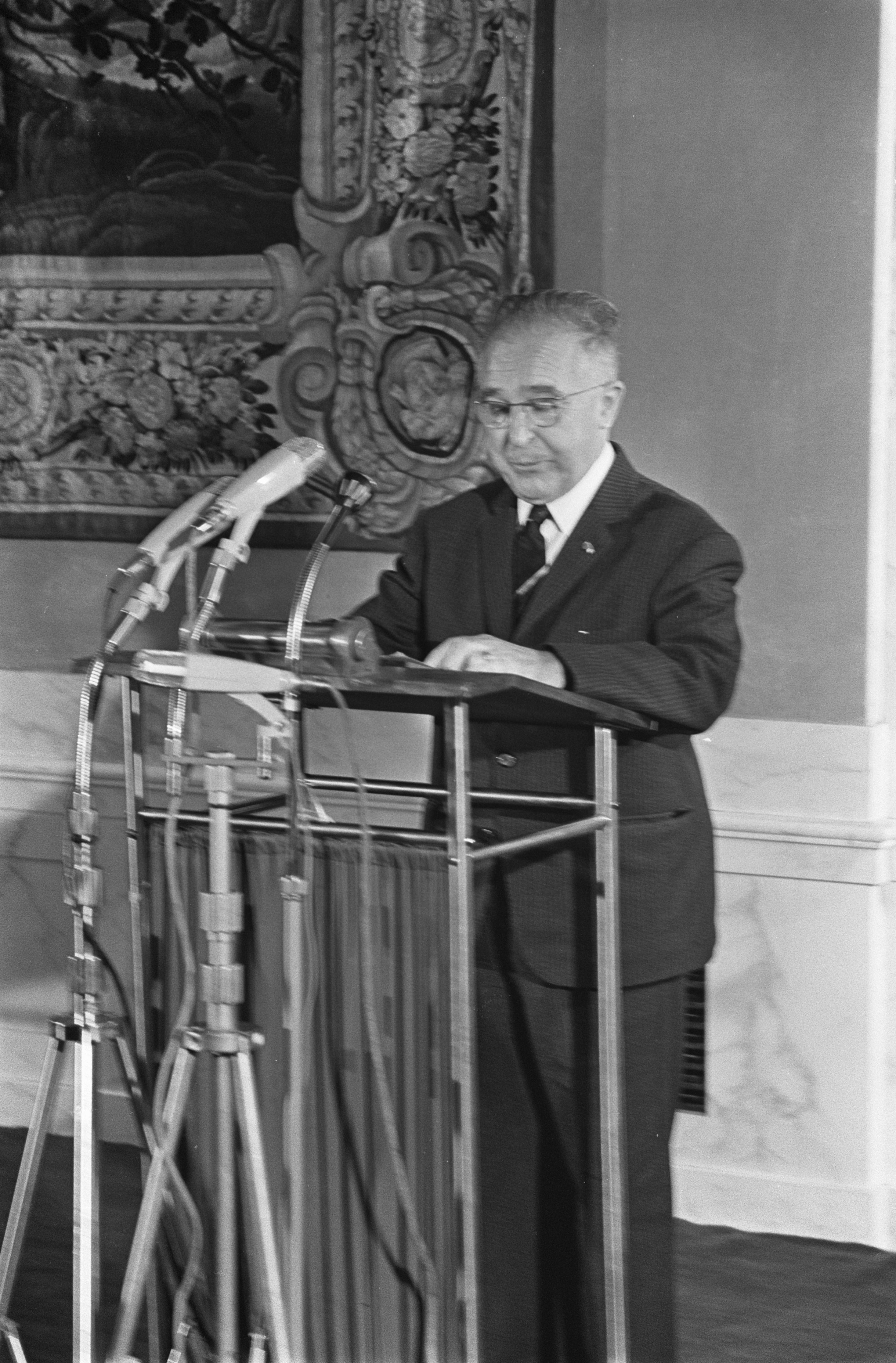
Gerard Walschap (1898-1989)
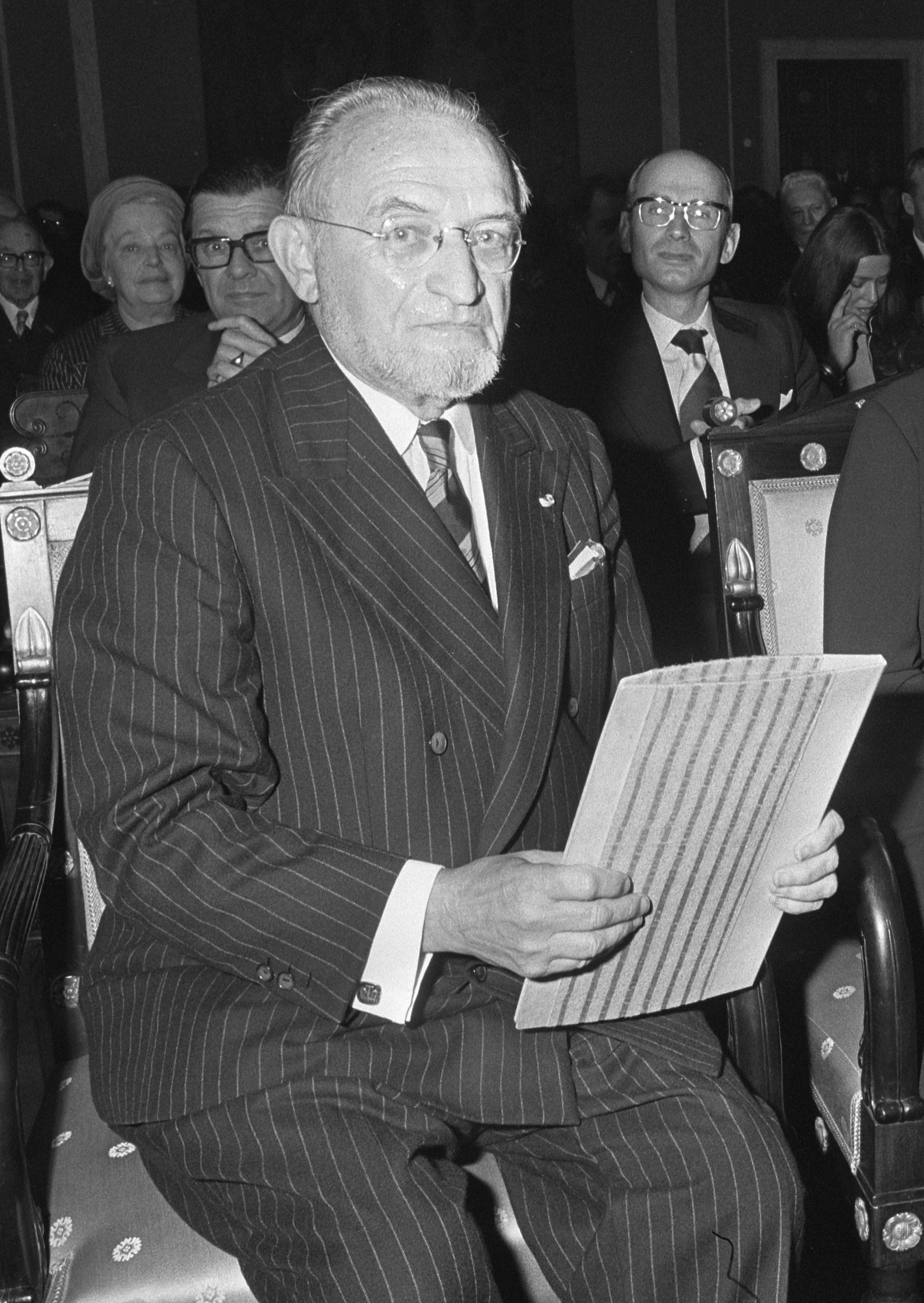
Marnix Gijsen (1899-1984)
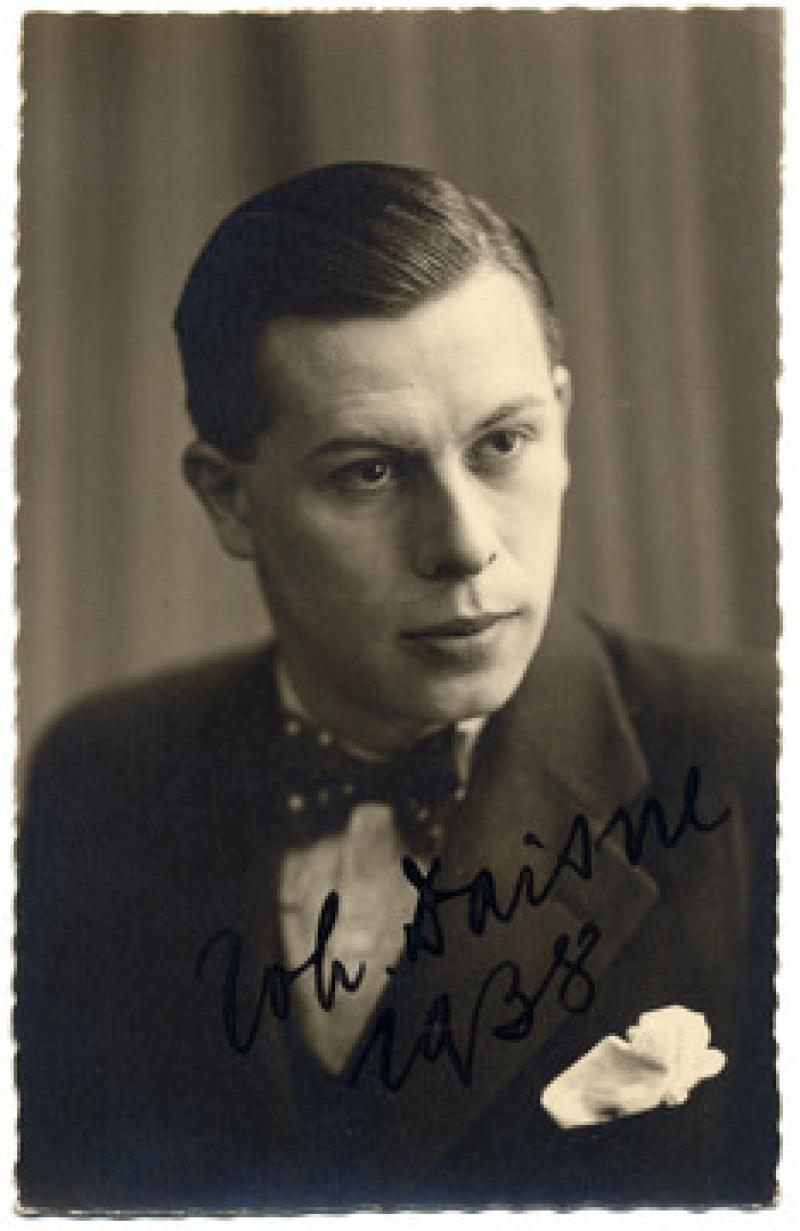
Johan Daisne (1912-1978)
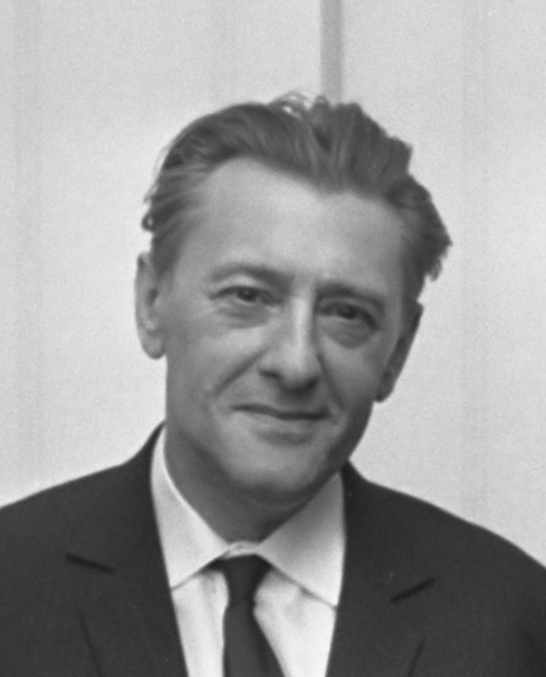
Louis Paul Boon (1912-1979)
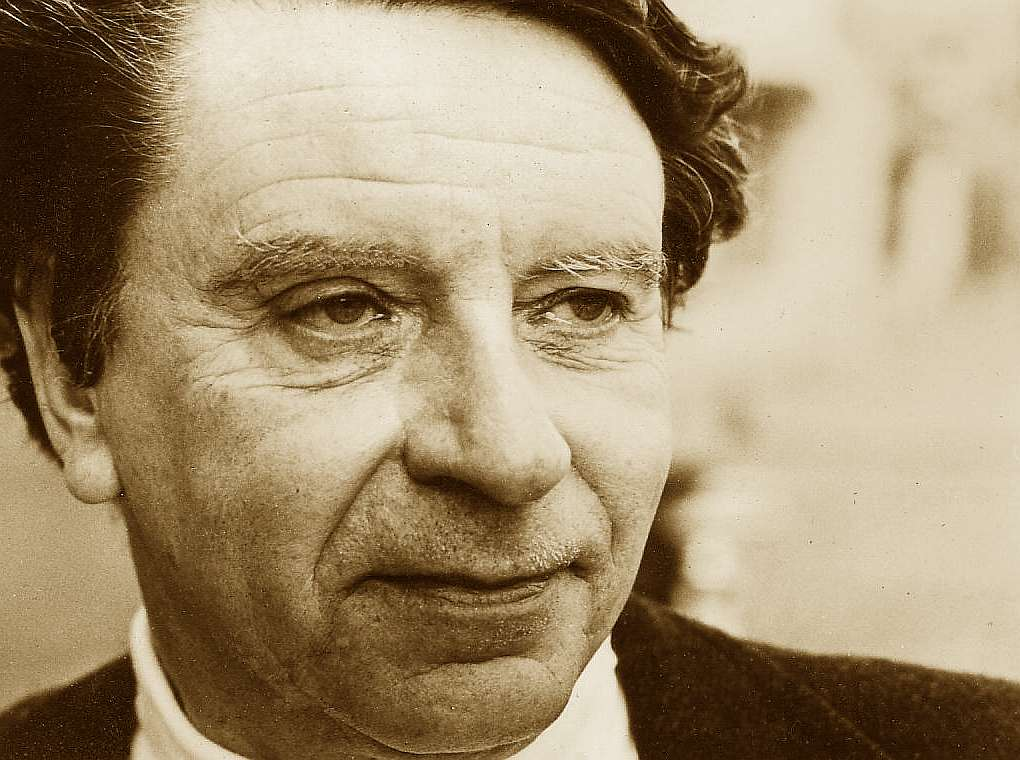
Hubert Lampo (1920-2006)
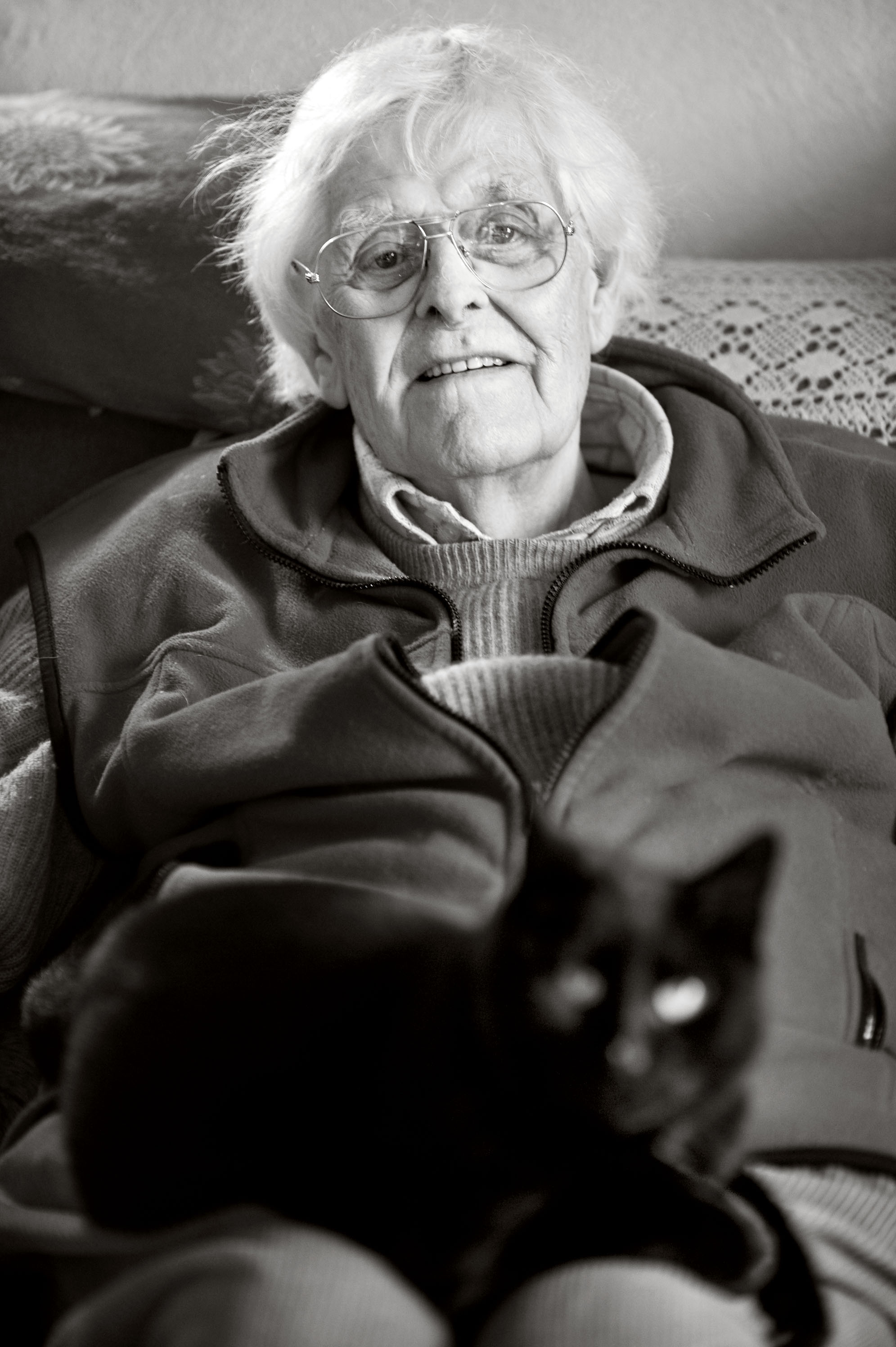
Ivo Michiels (1923-2012)
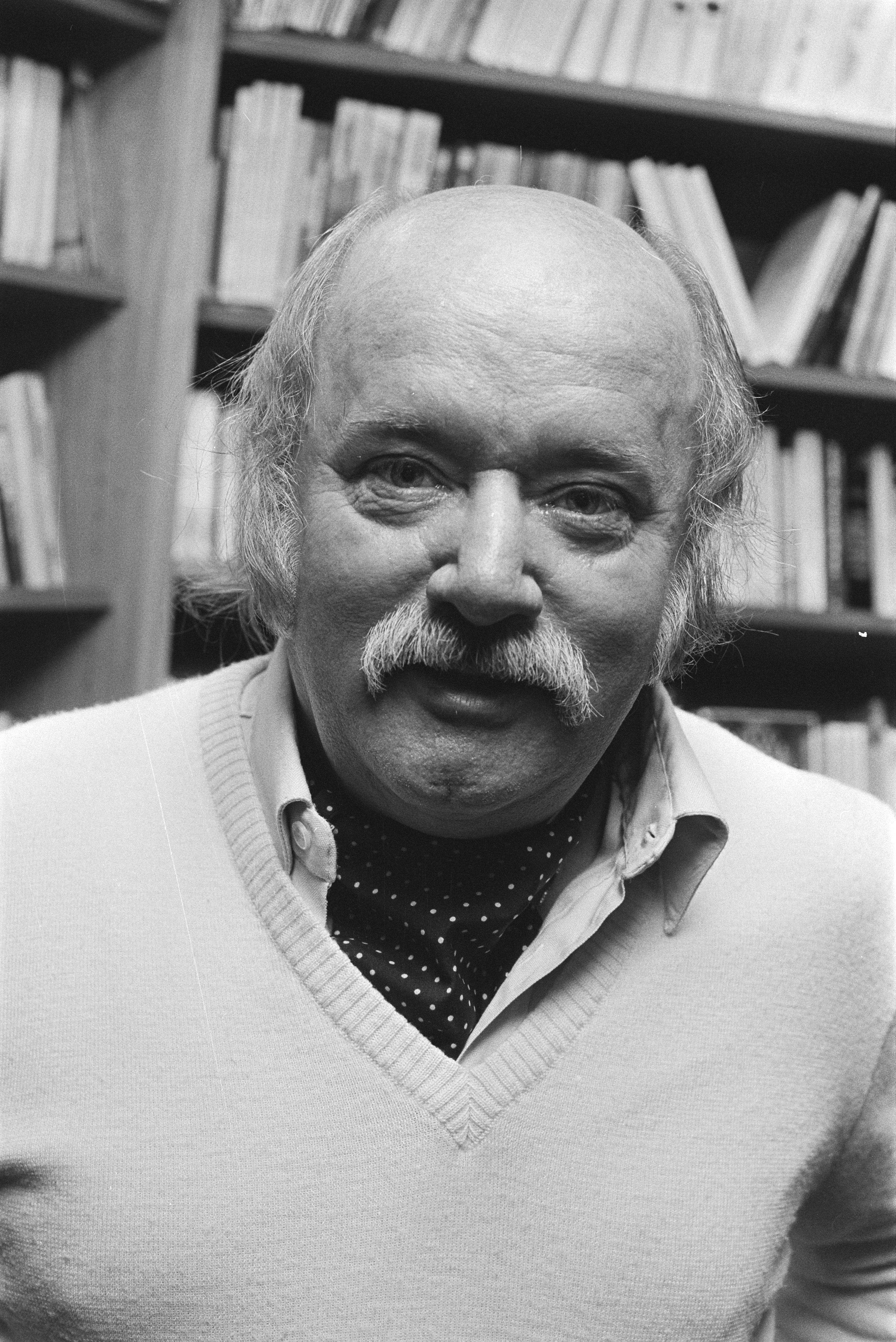
Jos Vandeloo (1925-2015)
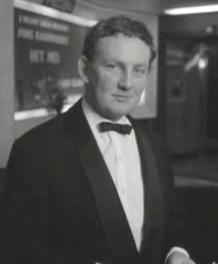
Hugo Claus (1929-2008)
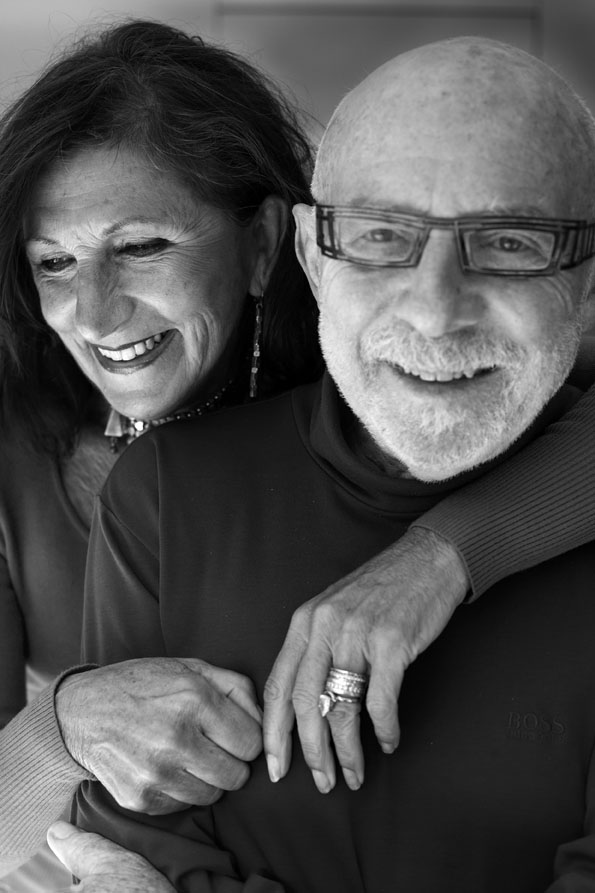
Jef Geeraerts (1930-2015) (con su mujer Eleonore Vigenon)
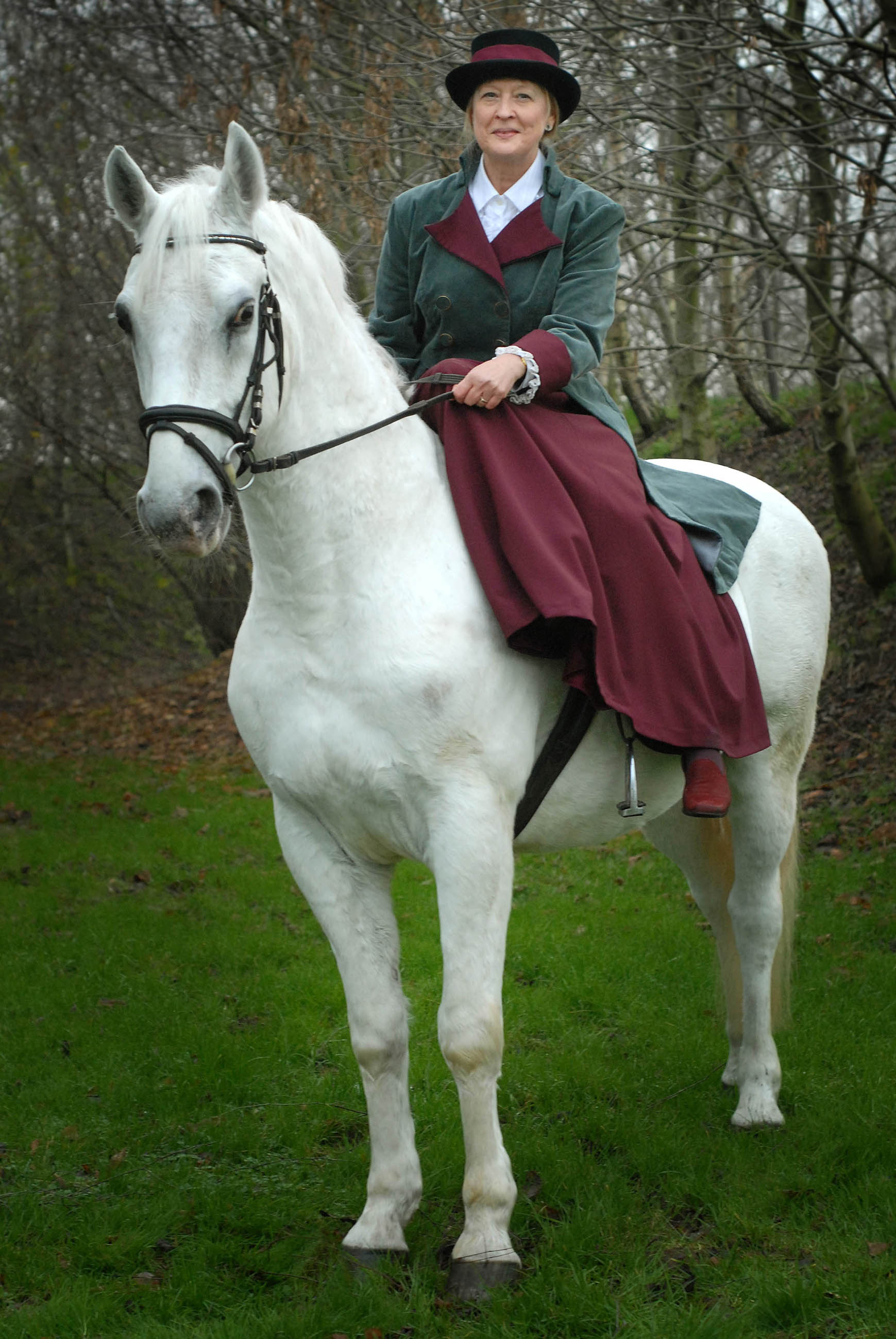
Monika van Paemel (1945-)
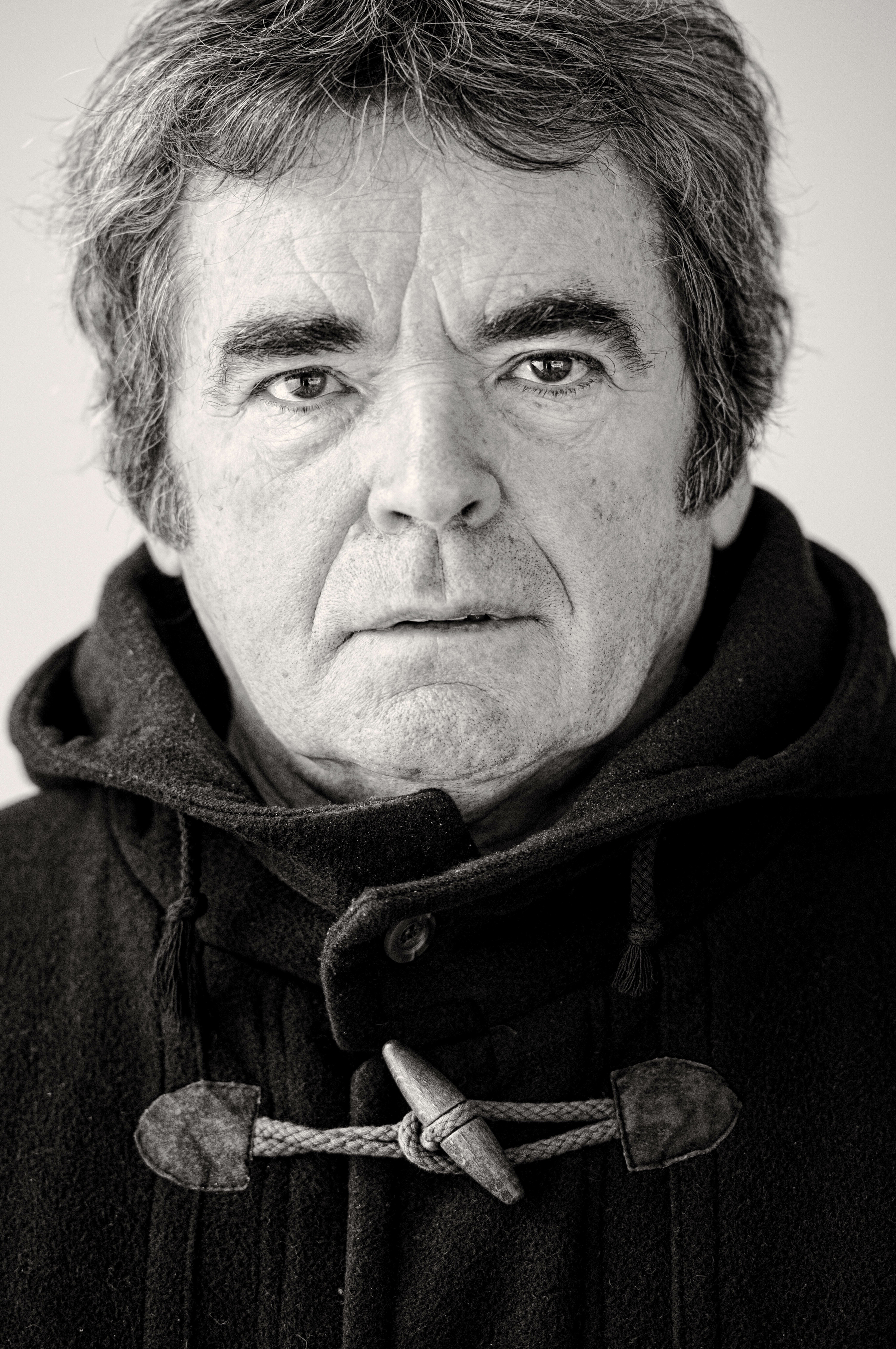
Leo Pleysier (1945-)
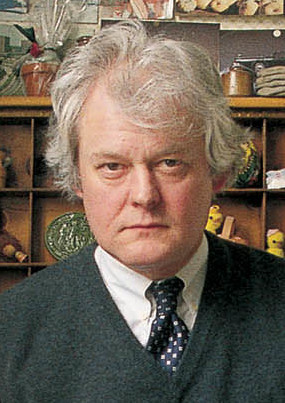
Geert van Istendael (1947-)
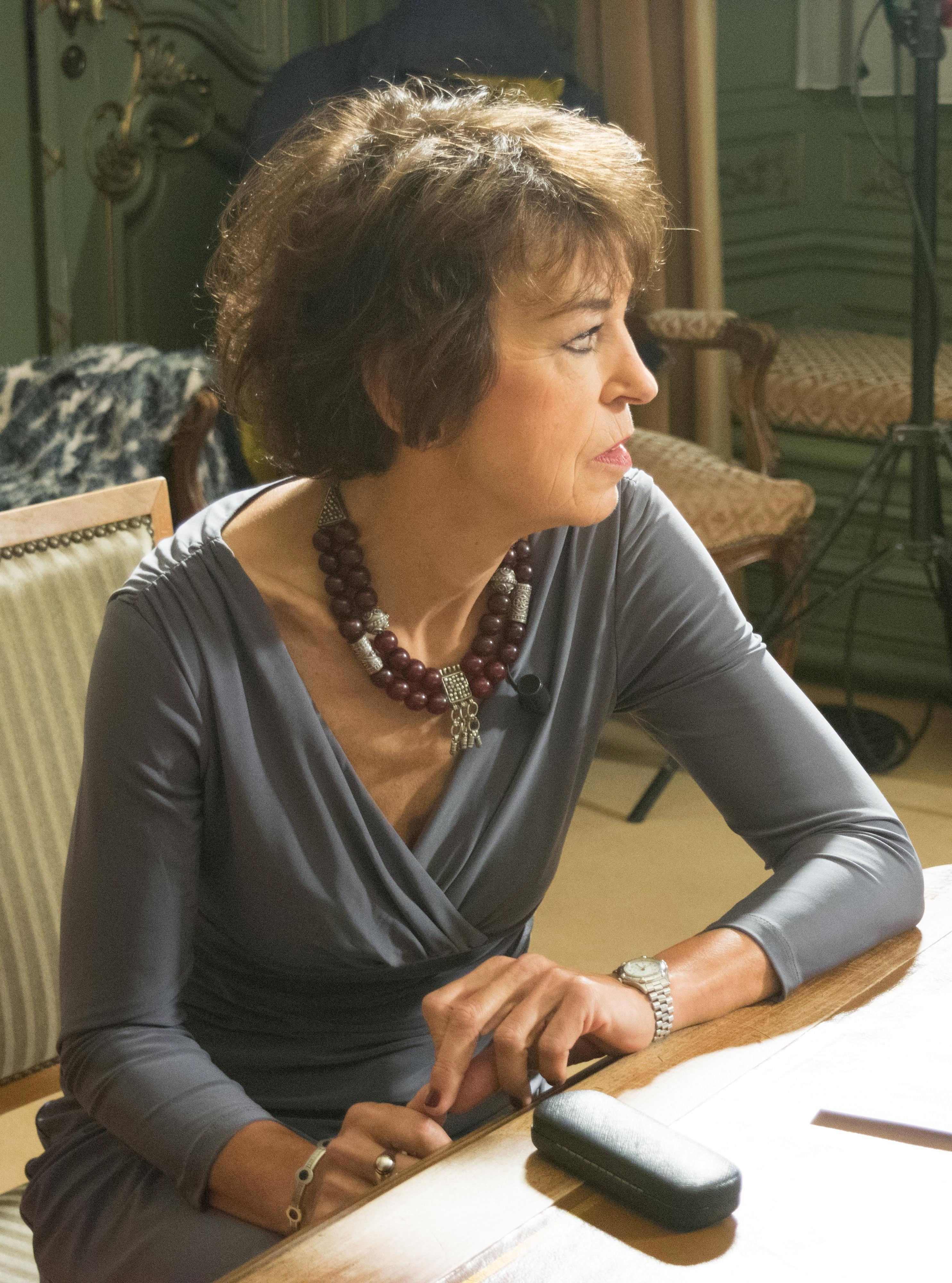
Lieve Joris (1953-)
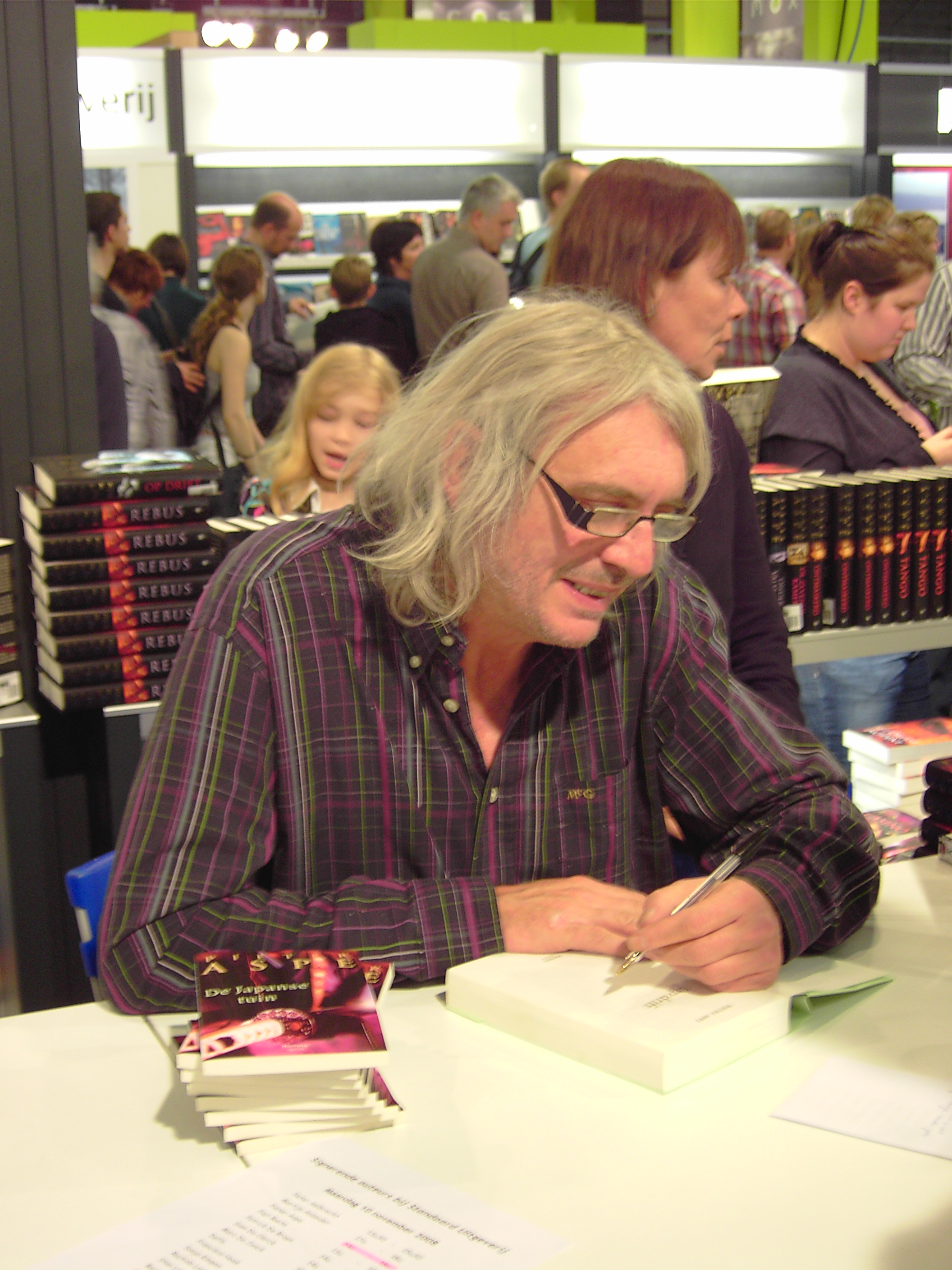
Pieter Aspe (1953-2021)
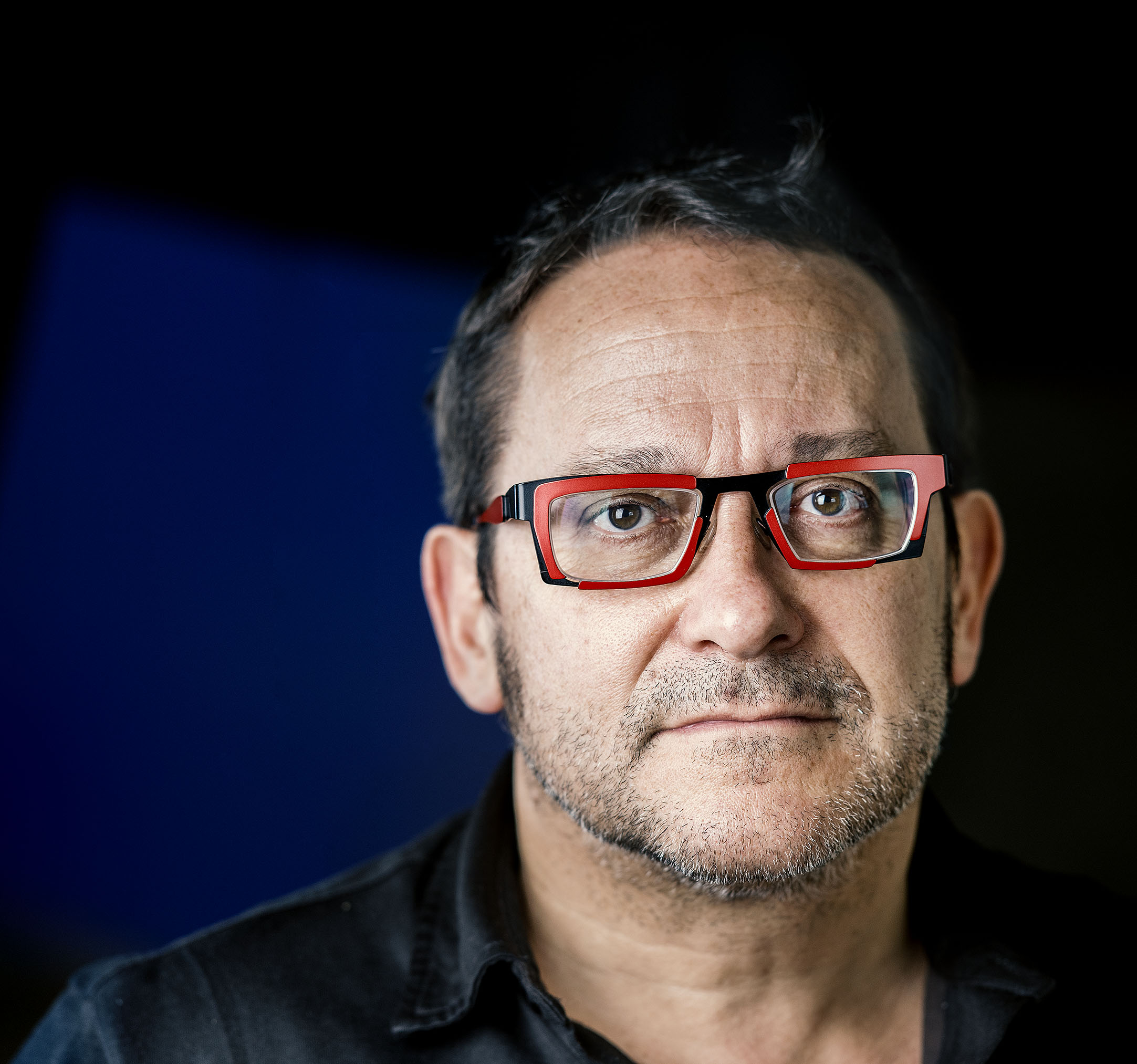
Tom Lanoye (1958-)
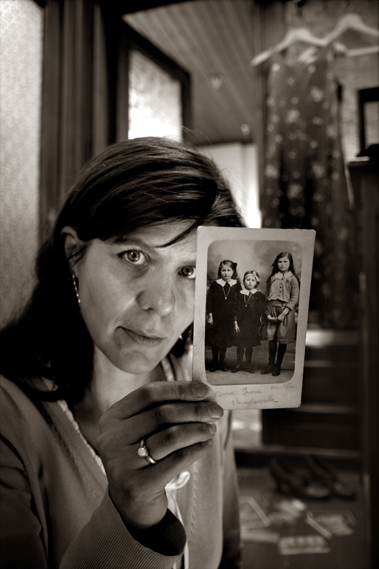
Anne Provoost (1964-)
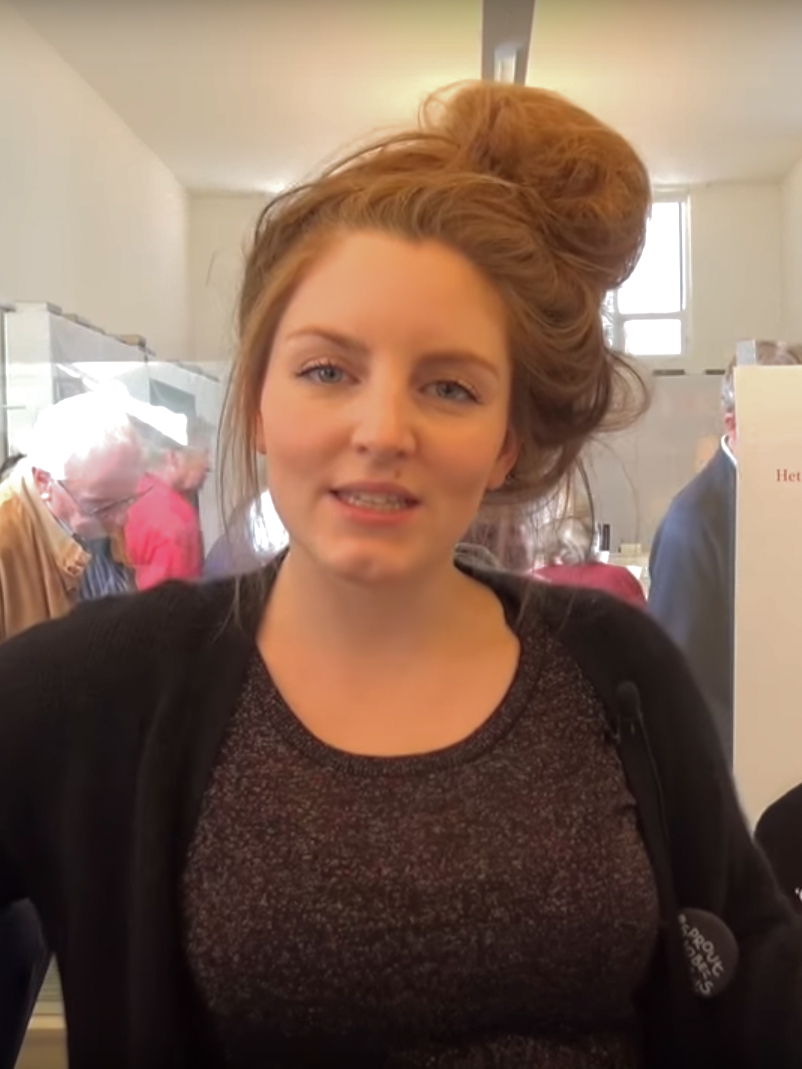
Lize Spit (1988-)

## Selección de imágenes de autores en valón

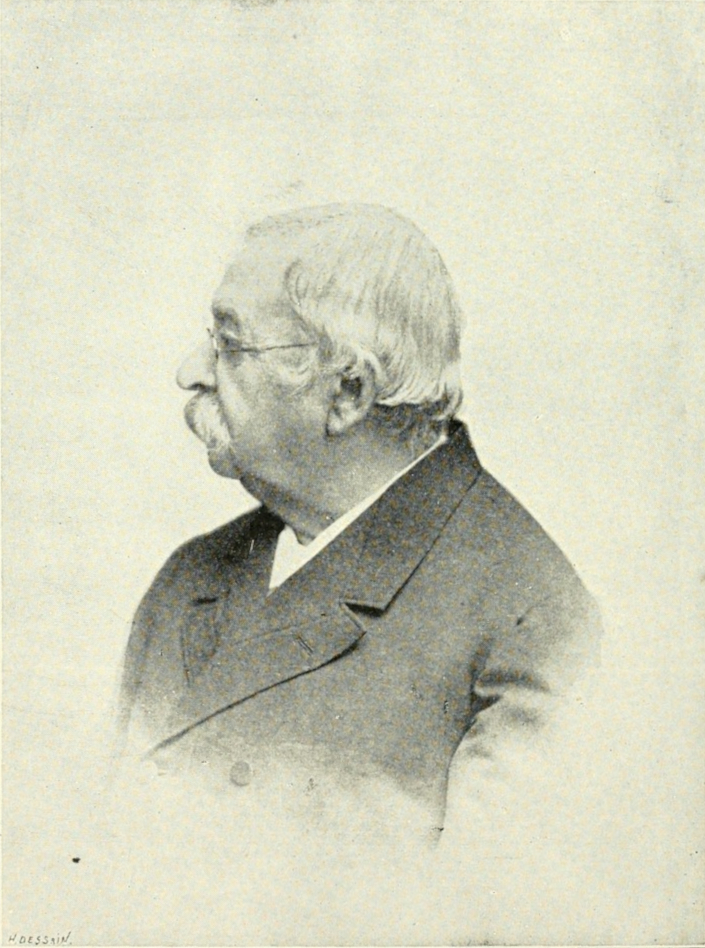
Joseph Dejardin
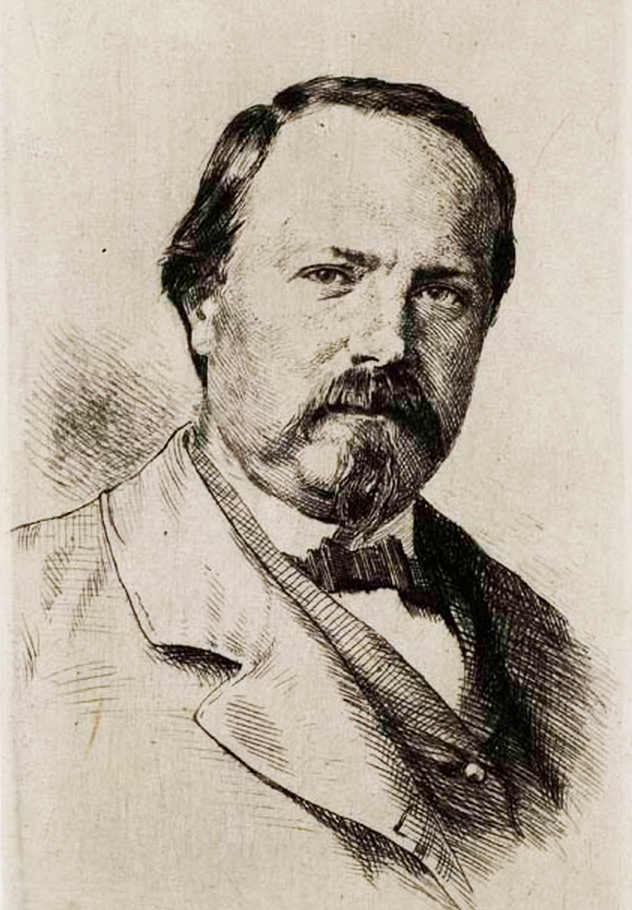
Nicolas Defrêcheux
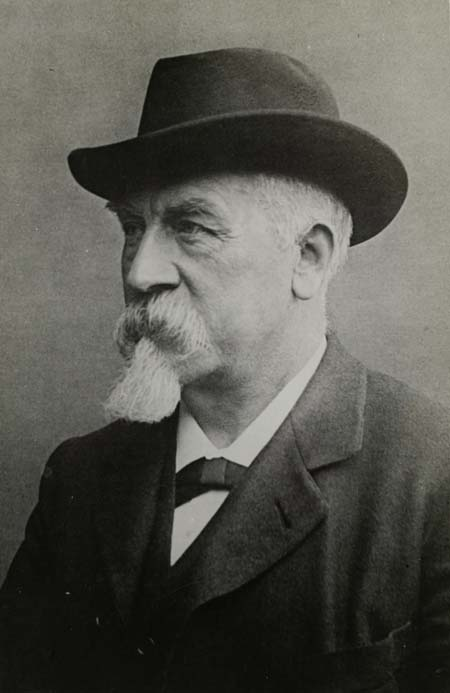
Édouard Remouchamps
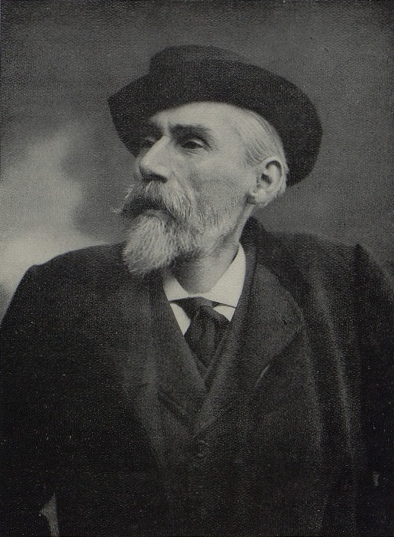
Henri Simon
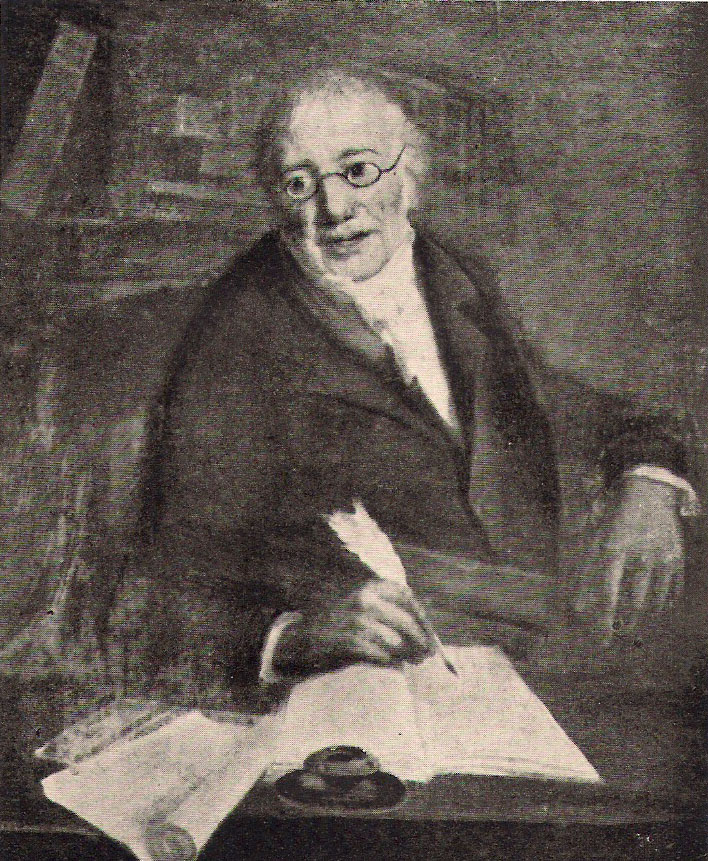
Charles-Nicolas Simonon
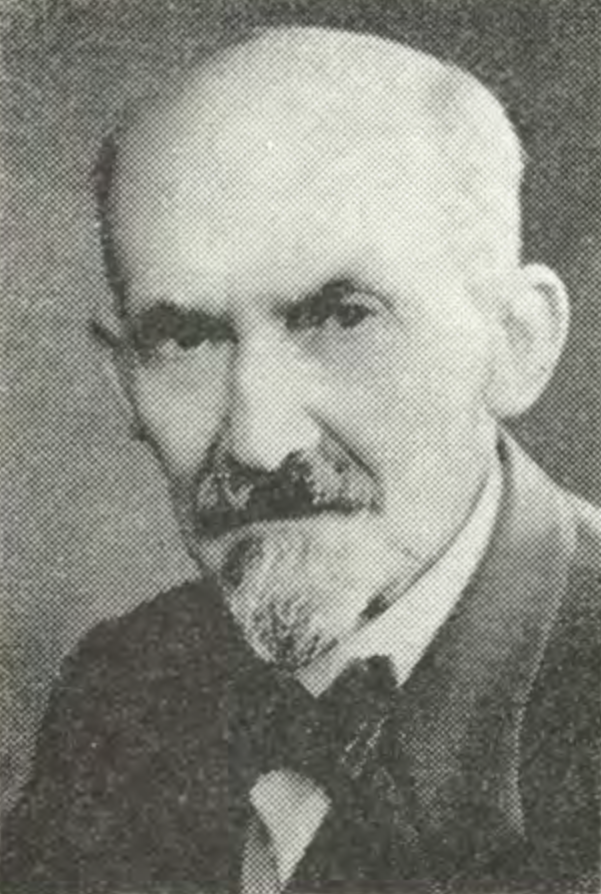
Eugène Gillain
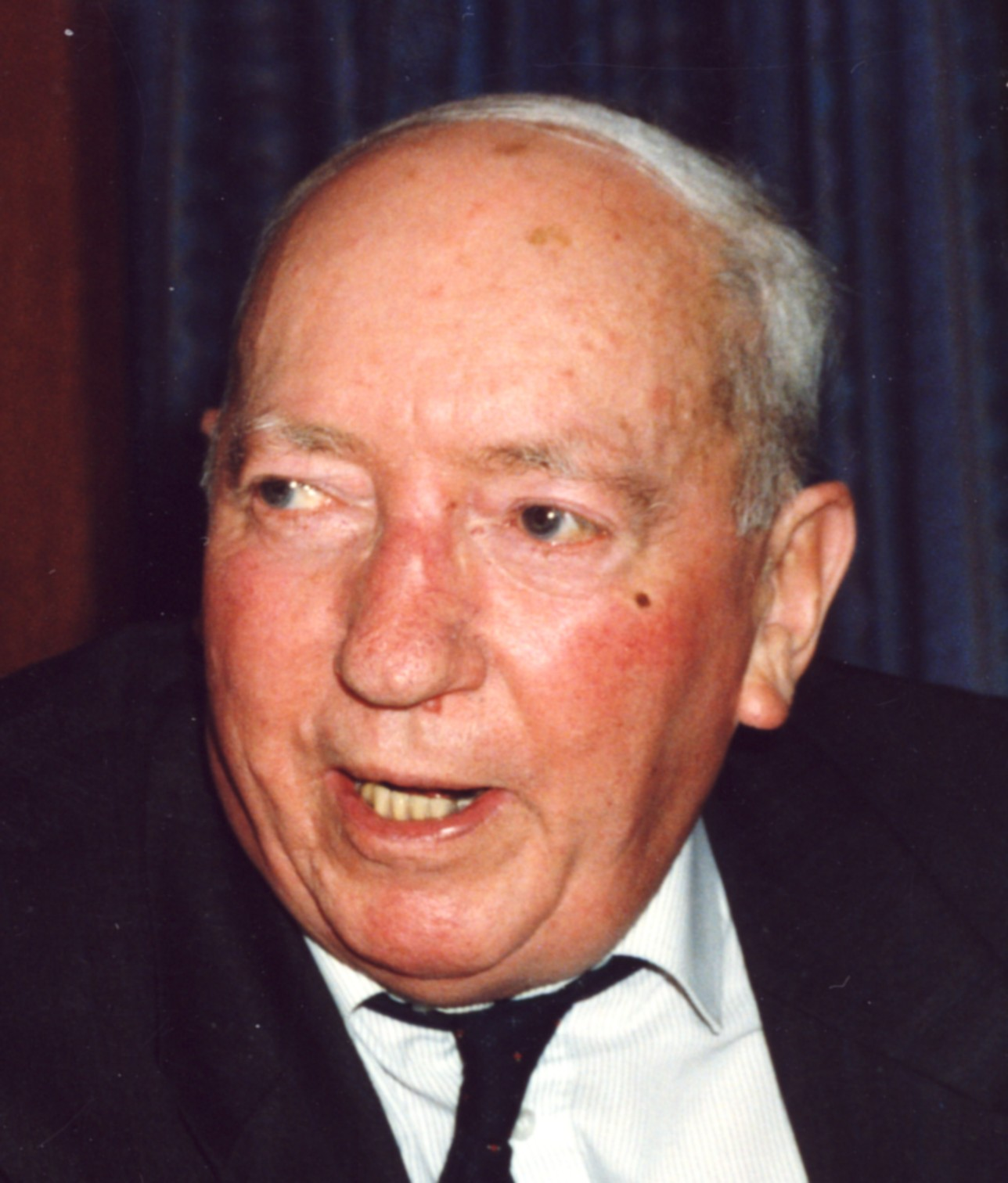
Willy Bal
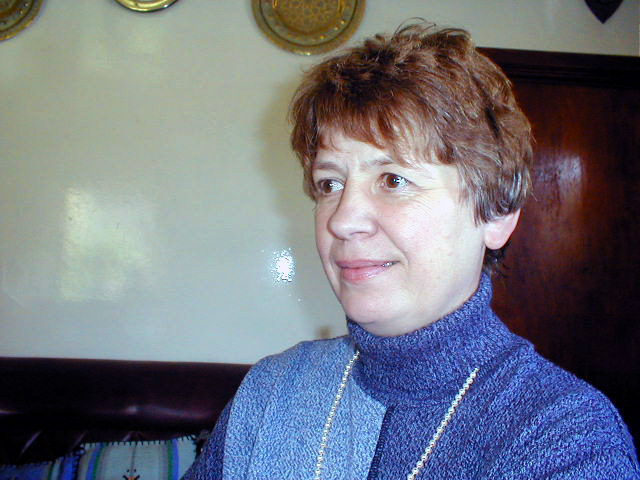
Chantal Denis (2002)
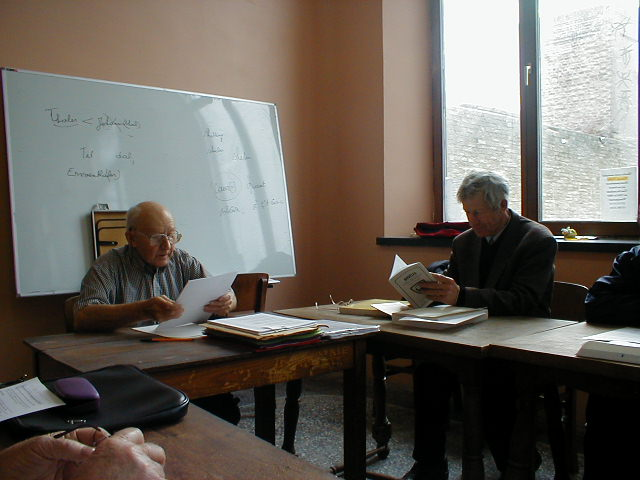
Roger Viroux (2002)
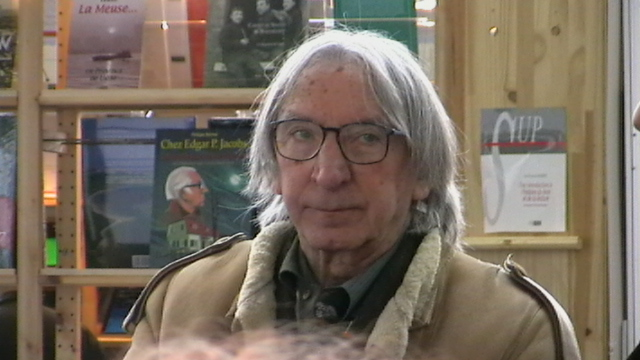
Émile Gilliard (2008)
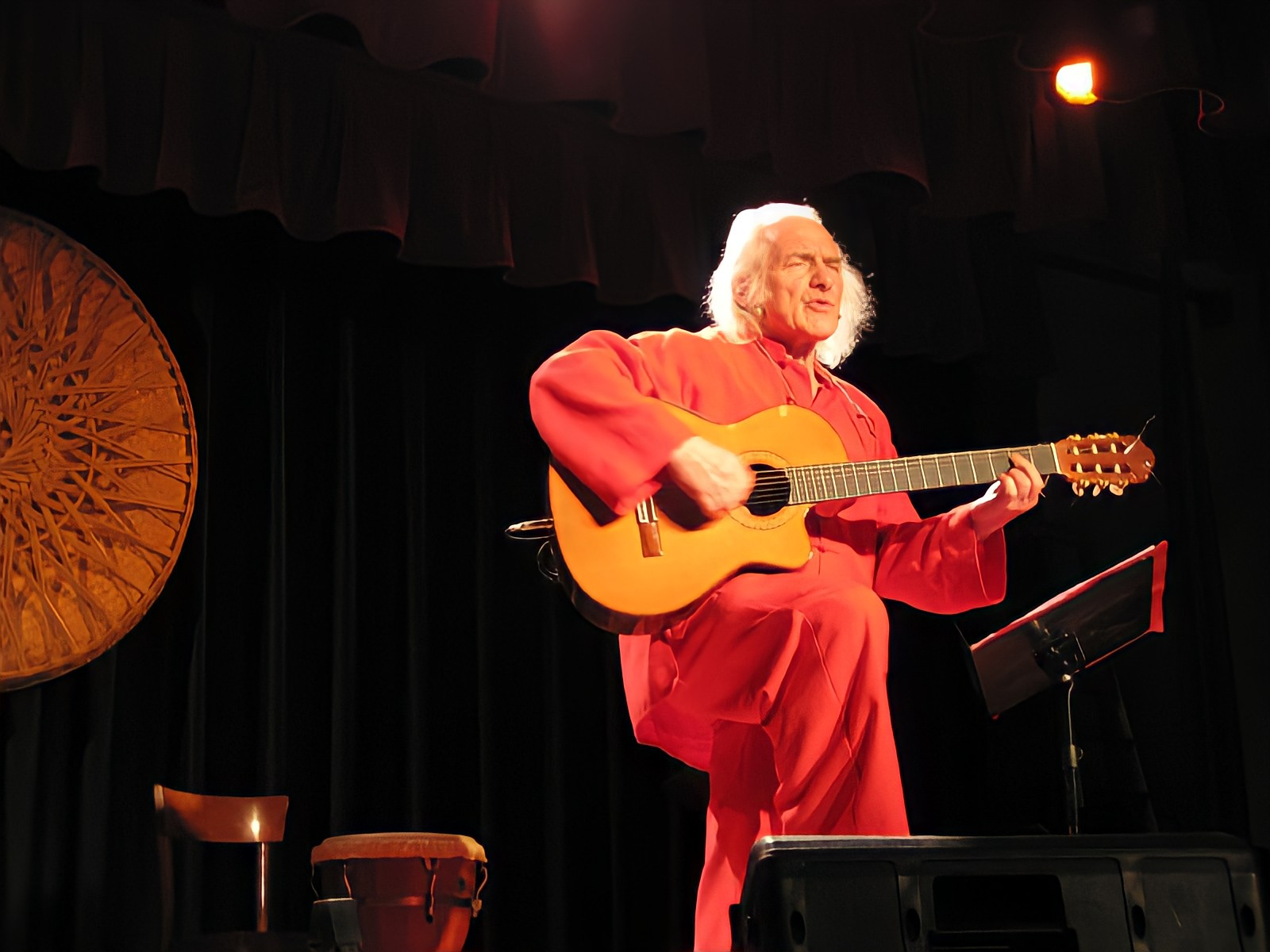
Julos Beaucarne
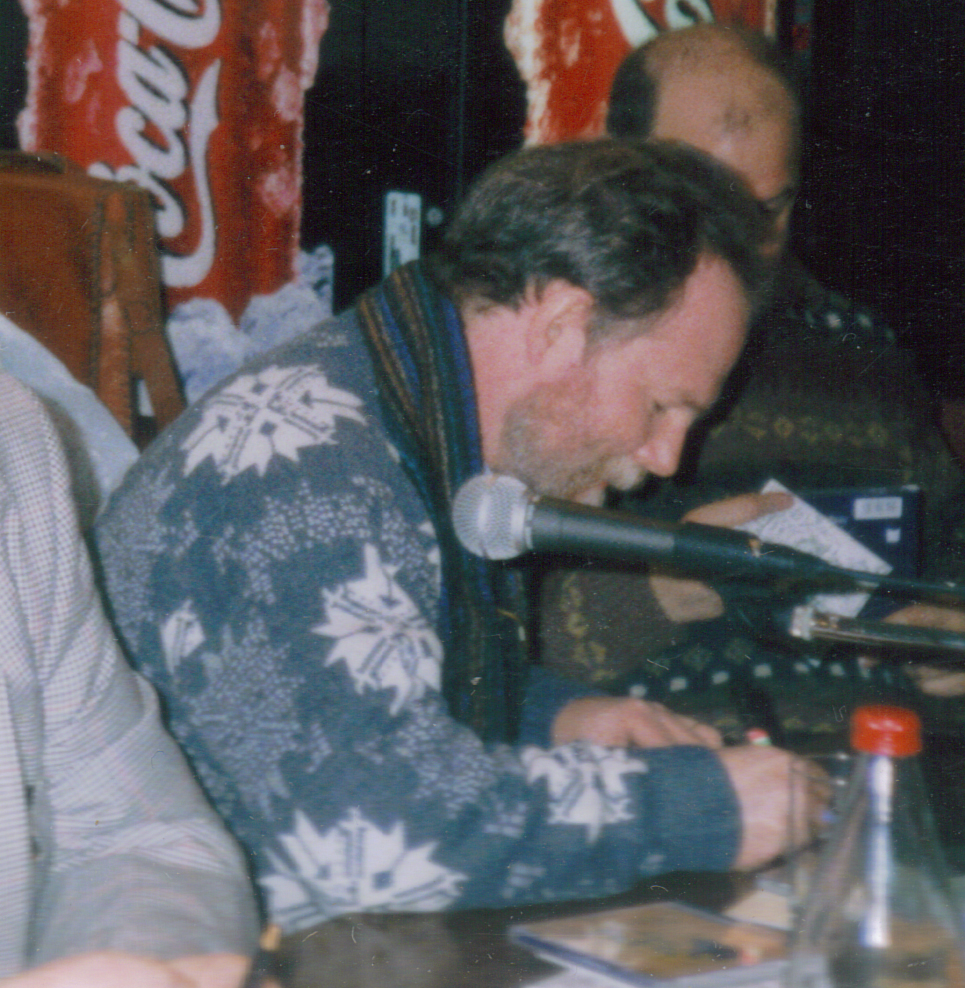
Guy Cabay
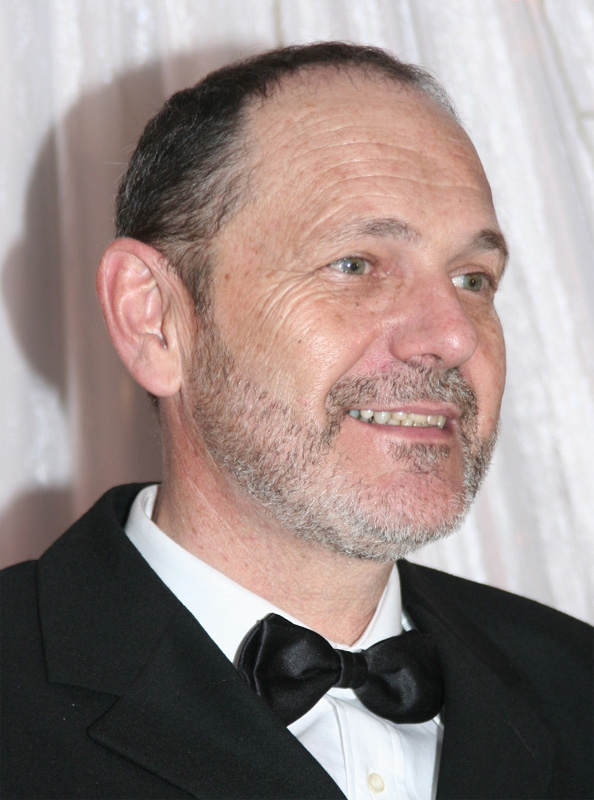
Lucien Mahin

### En español
- Benit, André, Literatura belga I : Romanticismo y Realismo (1830-1880), Liceus, Servicios de Gestión y Comunicación, S.L, Madrid, 2004, ISBN 978-84-96447-49-3
- Benit, André, Literatura belga II : Naturalismo y Simbolismo (1880-1920), Liceus, Servicios de Gestión y Comunicación, S.L, Madrid, 2004, ISBN 978-84-96447-50-9
- Renouprez, Martine, Introducción a la literatura belga en lengua francesa : una aproximación sociológica, Universidad de Cádiz. Servicio de Publicaciones, Cádiz. 2006, ISBN 978-84-9828-046-3

### En francés
- G.Charlier et Joseph Hanse, Histoire illustrée des lettres françaises de Belgique, La Renaissance du livre, Bruxelles, 1958.
- Maurice Piron L'Anthologie de la littérature wallonne, Mardaga, Liège 1979
- Frickx (Robert), Trousson (Raymond) et al. Lettres françaises de Belgique. Dictionnaire des œuvres, I, Le roman, II, La poésie, III, Le théâtre. L’essai et IV, 1981-1990 (Paris-Gembloux : Duculot, 1988, 1988, 1989 et 1994).
- J.-P. Bertrand, M. Biron, B. Denis, R. Grutman (dirs), Histoire de la littérature belge. 1830-2000, Paris, Fayard, 2003.
- Benoît Denis et Jean-Marie Klinkenberg, La littérature belge. Précis d'histoire sociale, Bruxelles, Labor, coll. Espace Nord, "Référence", 2005.
- Bibliographie des écrivains français de Belgique, 5 vol. (jusque O), Bruxelles, Palais des Académies, 1958-1988.
- Christian Berg et Pierre Halen (dir.), Littératures belges de langue française. Histoire et perspectives (1830-2000), Bruxelles, Le Cri, « Histoire », 2000